# Батурин
Бату́рин (МФА: [bɐˈturen] ( прослухати)) — місто в Україні, у Ніжинському районі Чернігівської області. Знаходиться на річці Сейм (басейн Дніпра), за 23 км на пн. сх. від залізничної станції Бахмач-Пасажирський. Статус міста надано 2008 року. Населення — 2406 мешканців (1 січня 2022).
Батурин відіграв значну роль в історії України. У 1669—1708 та 1750—1764 роках місто було резиденцією гетьманів Лівобережної України, з ним пов'язана діяльність таких визначних політичних лідерів часів Гетьманщини, як Дем'ян Ігнатович, Іван Самойлович, Іван Мазепа, Пилип Орлик, Кирило Розумовський.
У 2001 р. Батурин внесено до Списку історичних населених місць України.
На території міста розташовані пам'ятки та об'єкти культурної спадщини, що формують Національний історико-культурний заповідник «Гетьманська столиця».

## Природні умови
Батурин розташований у межах крайньої південно-східної частини Чернігівського Полісся, на лівому березі річки Сейму, у зоні поступового переходу від поліських до лісостепових ландшафтів, чим зумовлена різноманітність комплексу природних умов та ресурсів.
У геоструктурному відношенні територія відноситься до Дніпровсько-Донецької западини, виповненої потужною товщею (декілька кілометрів) осадових відкладень крейди, палеогену та четвертинних. Останні представляють інженерно-геологічний шар і мають потужність у межах міста понад 10—50 м.
Орогідрографічні умови та літологія материнських порід зумовили формування в межах міста ґрунтів: на терасах — опідзолені сірі та темно-сірі на лесовидних суглинках, на заплаві та низьких терасах — лучні та дернові глеюваті та глеєві на алювіальних відкладах, у тому числі в комплексі з пісками слабо задернованими. Механічний склад ґрунтів легкий — від піщаного до глинисто-піщаного. Загалом рівень родючості ґрунтів високий.

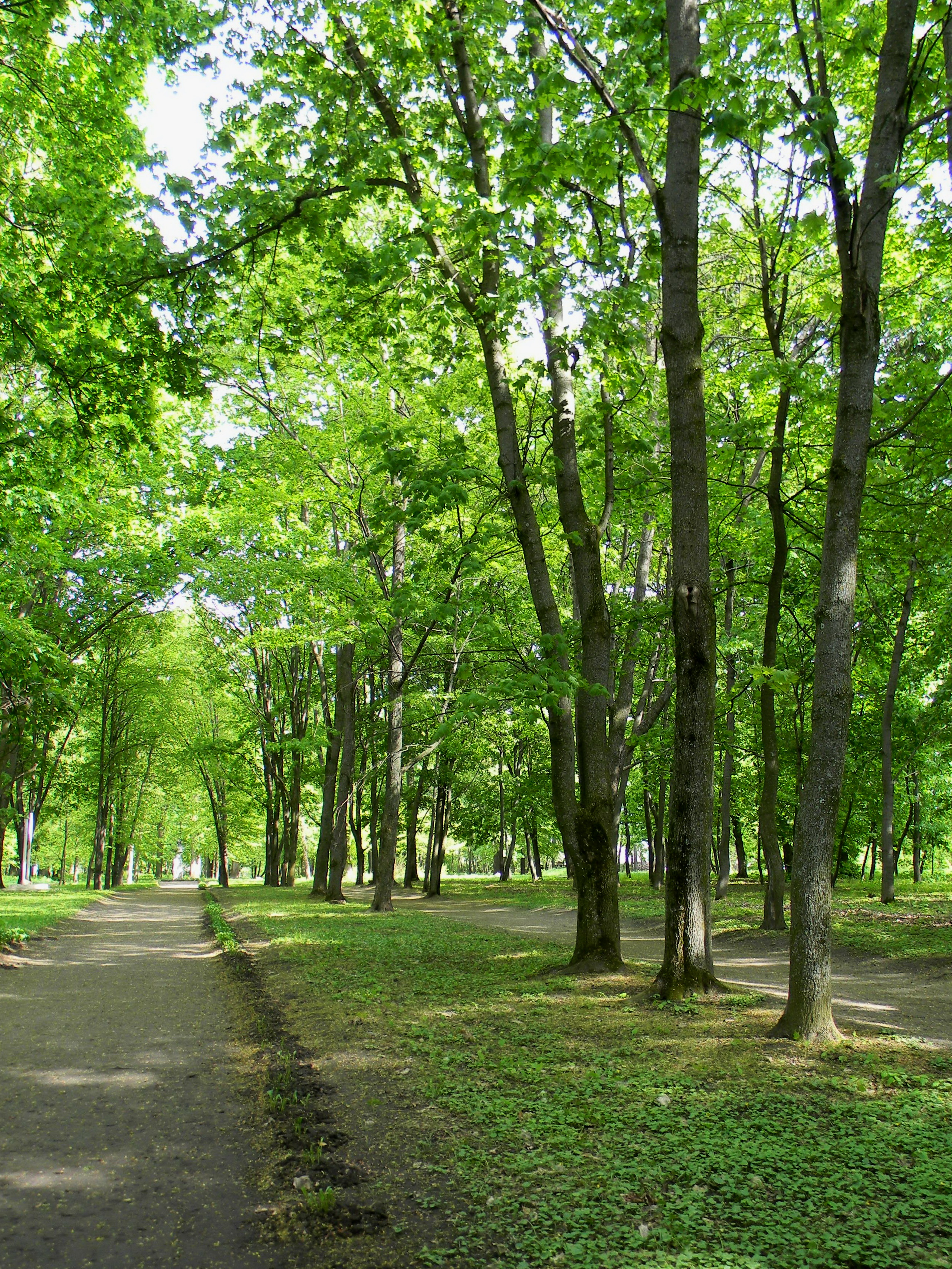
Алея парку «Кочубеївський»

Геоморфологічно територія являє собою низовинну моренно-зандрову слабо хвилясту рівнину з невеликими лесовими островами, розчленовану сучасною долиною р. Сейм. Абсолютні відмітки поверхні в межах міста змінюються від 115 до 125 м на заплаві до 150 м на терасах. Заплава річки бугриста, пересічена старицями, озерами та заболоченими зниженнями рельєфу. Загальний ухил поверхні спостерігається як у бік річки, так і на південь.
Гідрологічна мережа території представлена р. Сейм (ліва притока р. Десни), яка перетинає місто в напрямку з південного сходу на північний захід, та озерами.
Однією з найбільших водойм міста є озеро Шовковиця, розташоване в проточній балці в південній частині Батурина. Води озера здавна відомі цілющими властивостями у лікуванні зору людей і використовувались у XIX ст. для лікування військових. Район «Шовковиця» існував у дореволюційний період як курортна зона.
Рельєф території Батурина характеризується як рівнинний, слабо розчленований пологими балками та блюдцеподібними пониженнями. Основна територія міста розташована на плато вододілу Сейму, що являє собою височину, найвищі позначки рельєфу якої розташовано в районах Степанівської та Базарної гір. Долина Сейму та яружно-балкових урочищ складають систему просторових комплексів різного таксономічного рангу.
В південній околиці міста знаходиться гідрологічний заказник місцевого значення Білинне.

## Назва
Найімовірніше, назва походить від руського діалектного «батура» — башта, вежа, або від тюркського імені Батур (Патур, Петер, Петро або за іншою версію Батир — богатир), серед носіїв якого є відомі князі-мурзи часів Золотої Орди.
Назва Батурин не зустрічається в давньоруських літописах, але згадка 1625 р. «городища Батурин» в указі королівської канцелярії Речі Посполитої майже одночасно з літописними городищами Ніжин, Бахмач та ін., дозволяє припускати, що і Батурин зберіг свою первісну назву.

## Історія

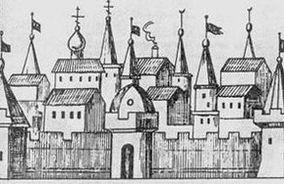
Місто Батурин. Лубок XVIII ст.

### Давнє замешкання
Археологічні розкопки на території заповідника «Гетьманська столиця», що проводилися після 1995 року, довели, що Батурин - місто з тисячолітньою історією.
Про давнє заселення теренів Батурина свідчать матеріали ранньої залізної доби (юхнівська культура), ранньослов'янських київської і колочинської культур, сіверянські (роменська культура) і давньоруські старожитності XII — середини XIII ст.

Пам'ятник жертвам Батуринської трагедії 1708 р.

### XVII століття
У 1625 р. на «городищі Батурин» з дозволу польської коронної адміністрації поляки-колоністи заклали місто — збудували Батуринську фортецю, навколо якої з'явилися не укріплені передмістя. 
Під час Національної революції 1648—1676 (на початку літа 1648) Батурин перейшов під контроль Війська Запорозького. Він став центром сотні.
У 1663 в Батурині між представниками царського уряду та гетьманом Іваном Брюховецьким підписано Батуринські статті.

### Перший гетьманський період (1669—1708)

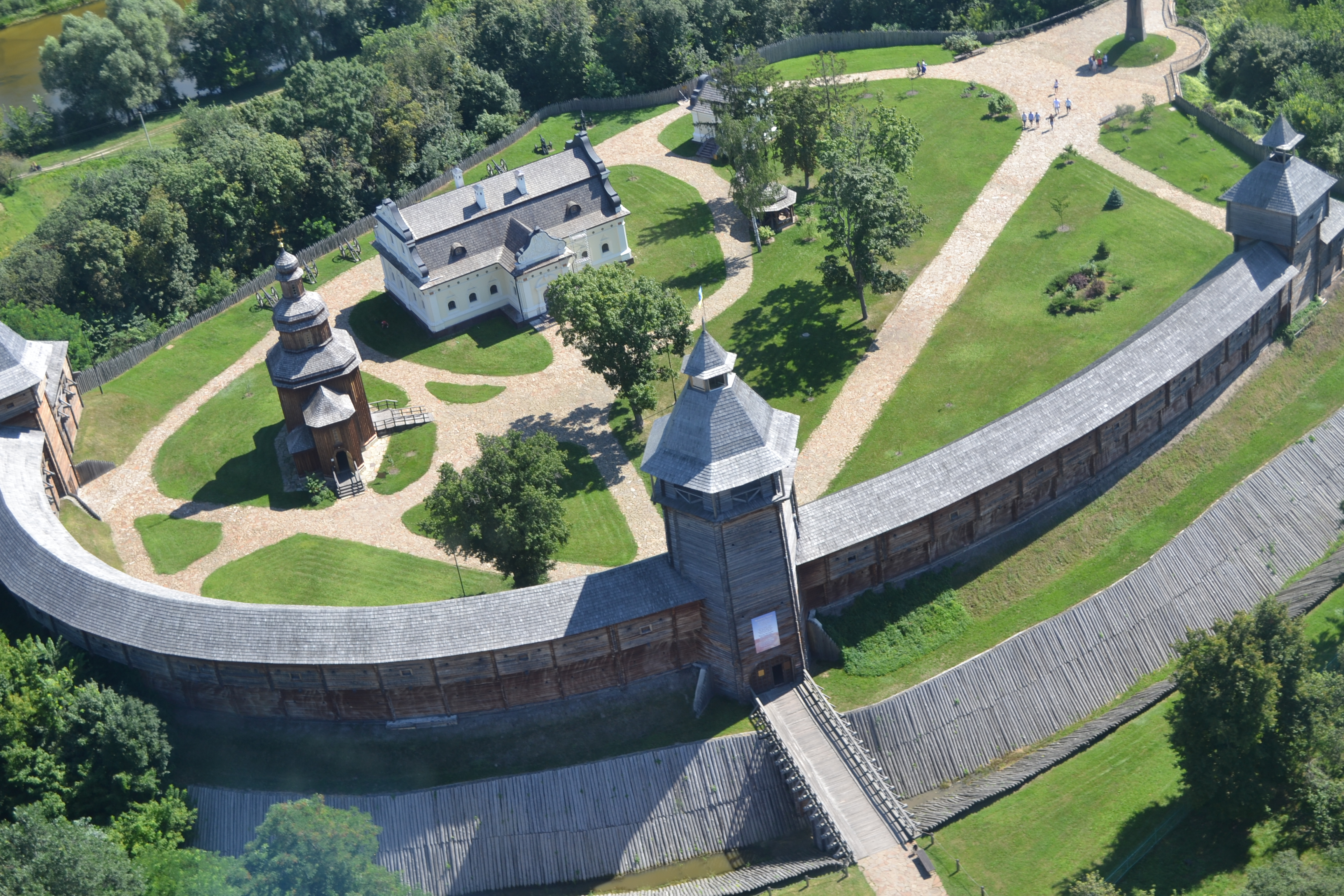
Цитадель Батуринської фортеці, відбудована у 2008 р.

У 1669—1708 місто було офіційною резиденцією гетьманів Дем'яна Ігнатовича, Івана Самойловича та Івана Мазепи. Набуття специфічних столичних функцій змінило життєвий устрій міста. Була облаштована гетьманська резиденція. Її споруди знаходилися у Малому (Цитадель Батуринської фортеці) і Великому (Фортеця) місті та на околиці (Гончарівка, заміська резиденція І. Мазепи та Обмачівський гетьманський двір). У місті розмістилася гетьманська гвардія та корпус московських стрільців. Кілька разів на рік у Батурині збиралися старшинські ради.
У часи перебування у Батурині гетьманської резиденції значно збільшилася площа міської забудови. У межах укріплень та на передмістях збудовано кілька храмів (собор Живоначальної Трійці, церкви Покрови Пресвятої Богородиці, Воскресіння Христового, Св. Миколи, Введення Пресвятої Богородиці), жоден із яких не зберігся. Місто було значним торговим центром, розвивалися ремесла та млинарство. На початку XVIII ст. чисельність населення Батурина сягнула 10 тис.
В останній чверті XVII ст. Батурин стає значним культурним центром. Осередком культури і духовності був Батуринський Миколо-Крупицький монастир, який розбудовували козацька старшина та гетьмани. Ігуменами обителі були відомі діячі православ'я Димитрій Ростовський (Туптало), Гедеон Одорський, Іларіон Мигура та ін.
2 листопада 1708, після переходу І. Мазепи на бік шведського короля Карла XII, Батурин захоплений московським військом під командуванням князя Олександра Меншикова. Місто було вщент зруйновано, а більшість мешканців знищено.
За наказом Петра I гетьманську резиденцію перенесено до міста Глухова.

### Міжгетьманський період (1708—1750)

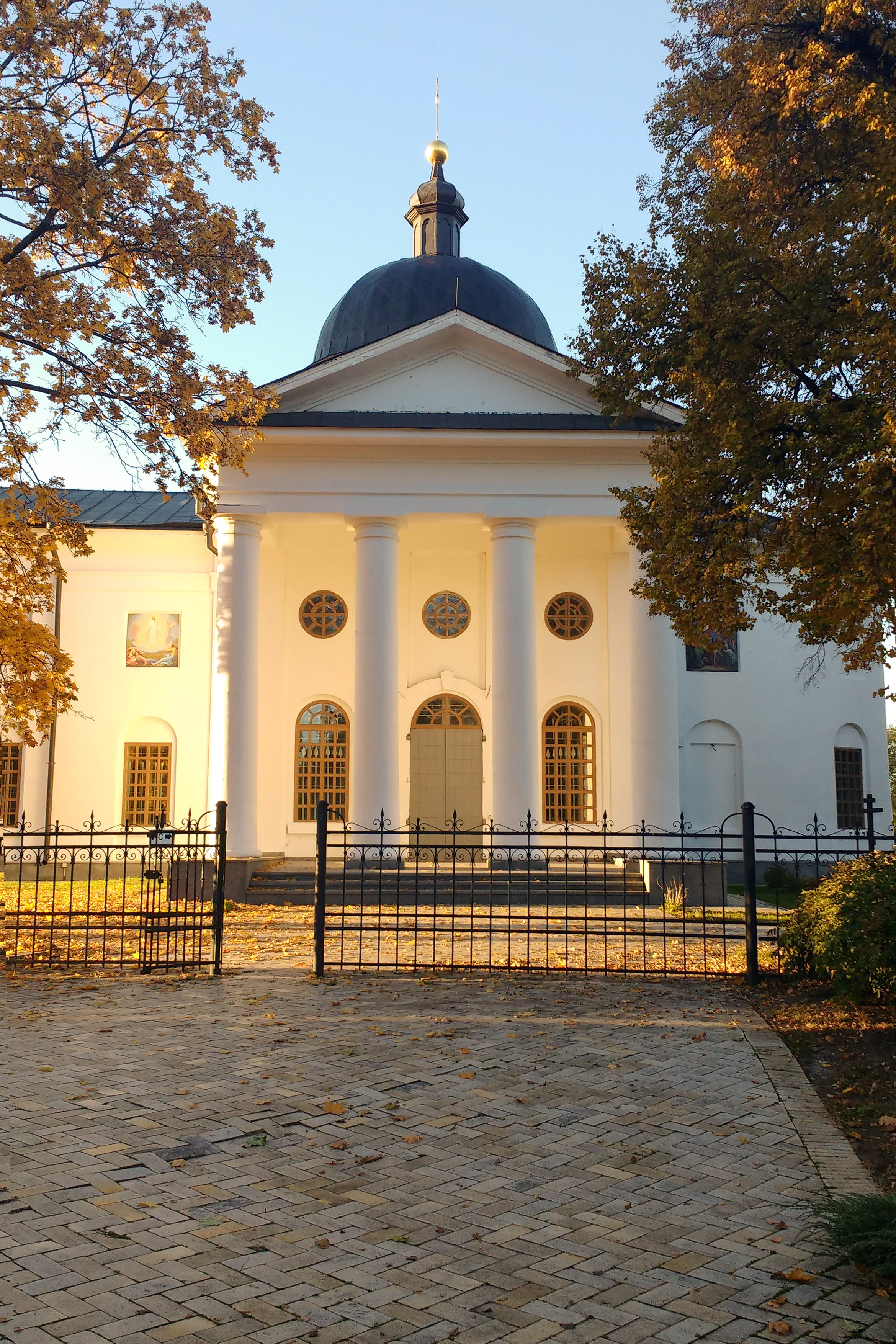
Воскресенська церква (Батурин) — усипальниця К. Г. Розумовського

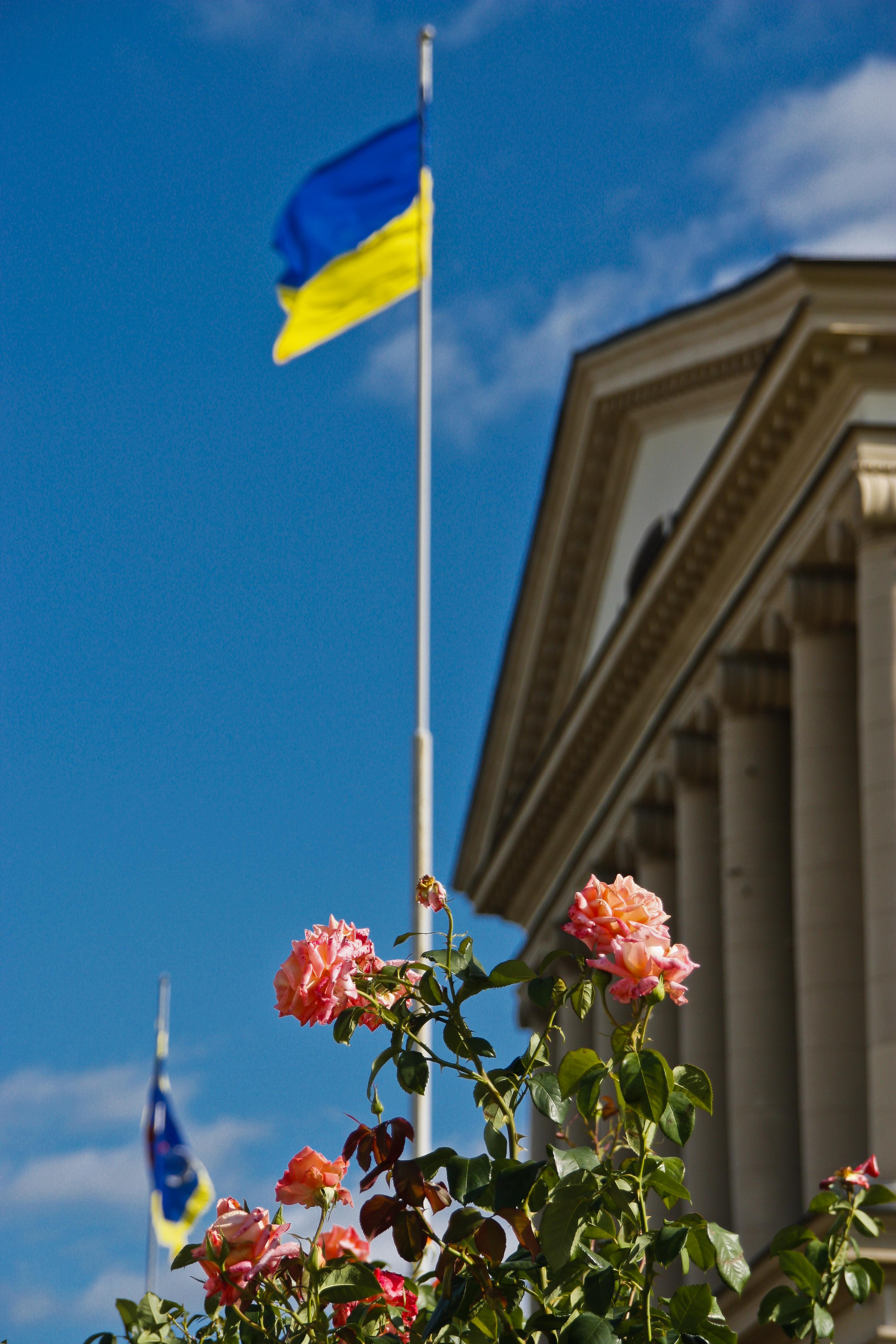
Палац К. Розумовського

1726 цариця Катерина I подарувала Батурин Олександру Меншикову. Після 1727 місто знову переведене в ранг державних. За указом цариці Анни Іоанівни 1740 р. Батурин відійшов у відання полкових командирів кінної лейб-гвардії для обслуговування кінного заводу, розміщеного у Батуринській волості.

### Другий гетьманський період (1750—1803)
Після обрання на гетьманство 1750 Кирило Розумовський дістає указ цариці Єлизавети Петрівни про розбудову Батурина і повернення до нього гетьманської резиденції. У 2-й половині XVIII ст. місто переживало часи піднесення, інтенсивної забудови. Було споруджено кілька цегельних заводів, суконну мануфактуру, свічкову фабрику. На Сеймі діяли водяні млини. Розвивалися торгівля (ярмарки, базари, лавки, шинки) та винокуріння. У Батурині було відкрито першу лікарню — стаціонар на 15 ліжок.
Збудовано кам'яні Покровську і Воскресенську церкви, два палацово-паркові ансамблі К. Розумовського.
Ліквідація гетьманства 1764 пригальмувала розвиток Батурина.
Тут доживав свого віку гетьман Кирило Розумовський, який помер у Батурині 9 січня 1803 р. і похований у Воскресенський церкві — усипальниці.

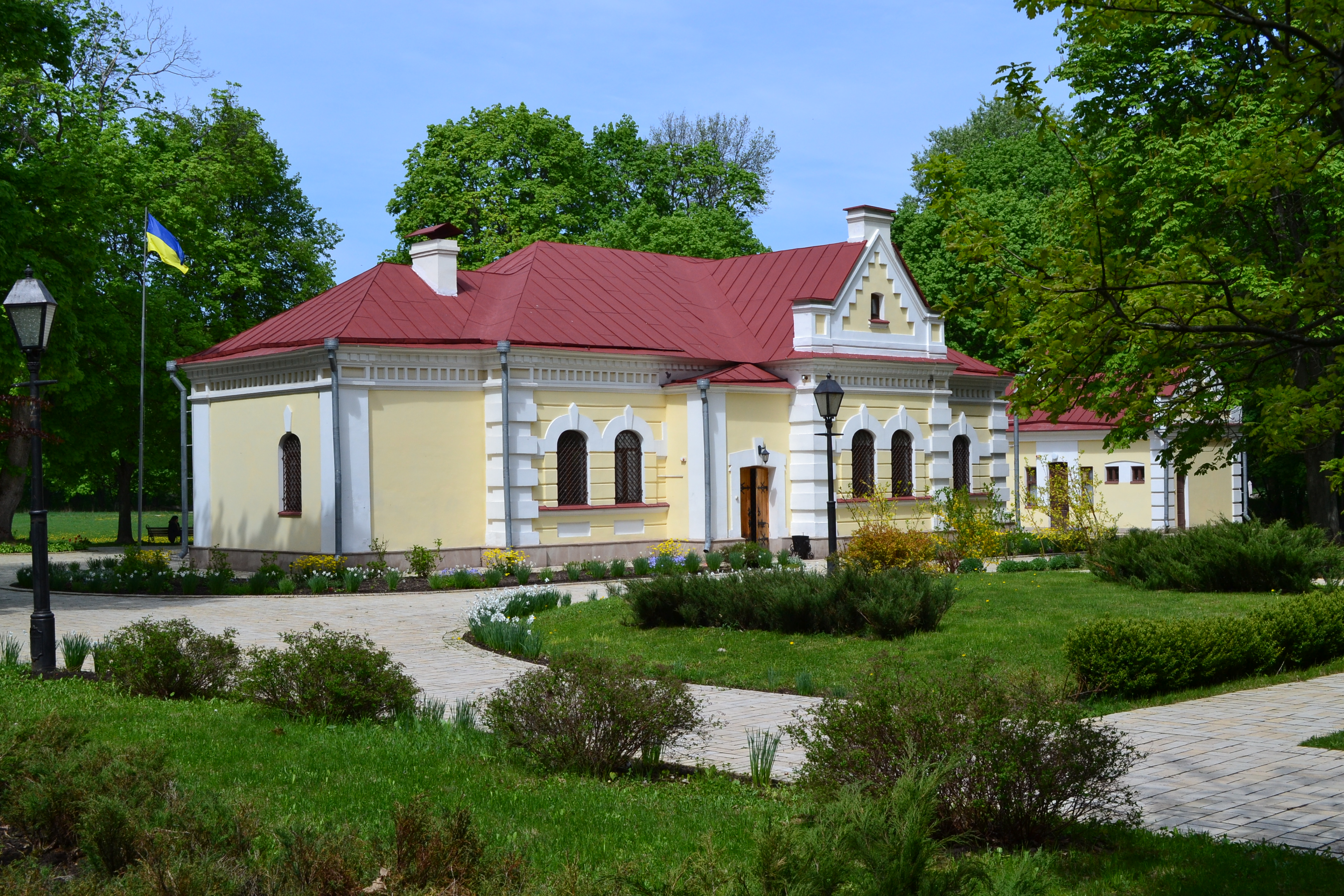
Будинок генерального судді В. Кочубея

З ліквідацією у 1781 році Ніжинського полку Батурин став волосним центром і залишався в цьому статусі до 1918 р.

### XIX століття
У 1843 в Батурині побував Тарас Шевченко.
У 2-й половині XIX ст. Батурин лишився осторонь залізниць і певною запорукою його розвитку стало перебування (з 1860-х) на околиці містечка літніх таборів піхотних, артилерійських і кавалерійських військових формувань. 1873 табори відвідав російський імператор Олександр II. Загалом військові табори під Батурином, за винятком часу Першої і Другої світових воєн, функціонували до початку 2000-х.

### Перша половина XX століття
Під час громадянської війни в Росії в районі Батурина велися бої між Добровольчею армією і Червоною гвардією.
Перша сільськогосподарська артіль, що з'явилася в Батурині з приходом більшовицької влади, мала назву «імені Леніна». Згодом утворено колгоспи: «імені Сталіна», «імені Будьоного», «Червоний маяк», «імені Шевченка». Всі вони пройшли шлях укрупнення, а після об'єднання з колгоспом «імені Комінтерну» сусіднього села Матіївка, у Батурині залишився один колгосп — «XXI з'їзду КПРС» (скорочено — «XXI партз'їзд»). У 1991 р. він змінив назву на «Присеймів'я».
З 1932 р. в Батурині діяв пенькозавод. У 1933 р. відкрито середню школу, у 1934 р. — електростанцію і кінотеатр, у 1935 — маслозавод.
Під час організованого радянською владою Голодомору 1932—1933 років померло щонайменше 117 жителів міста.

### Друга світова війна
З вересня 1941 по вересень 1943 р. Батурин був окупований нацистськими військами. Під час Другої світової війни знищено 6 споруд підприємств та закладів і 35 будинків житлового фонду. На 1946 р. житлова забудова села була представлена переважно одноповерховими дерев'яними будинками під солом'яними дахами.

### Радянська доба

Батуринська міська рада

Станом на 1946 р. в Батурині діяли: райвиконком, райком партії, районний земельний відділ, відділ технічних культур, відділ тваринництва, районний ЗАГС, районний фінансовий відділ, редакція газети «Сталінський шлях» (пізніше — «Ленінський шлях»), районний відділ комунального господарства, районний відділ шляхів, районна прокуратура, насіннєва лабораторія, контора зв'язку, банк, суд, ощадкаса, районна споживспілка, заготскот, МВС, МДБ, військкомат, радіовузол, райком ЛКСМ, сільська рада, заготзерно, школа, бібліотека, клуб, лікарня, амбулаторія, аптека, ветеринарна амбулаторія.
Великої промисловості не було. Працював пенькозавод, який згодом перепрофілювали на льонозавод. Також працювали райпромкомбінат, харчовий комбінат, маслозавод та МТС, цегельний завод. За смт було закріплено два лісництва.
У 1970 р. основними підприємствами селища були: льонозавод, молокозавод, харчокомбінат, об'єднання «Сільгосптехніка», цегельний завод.

### Новітні часи

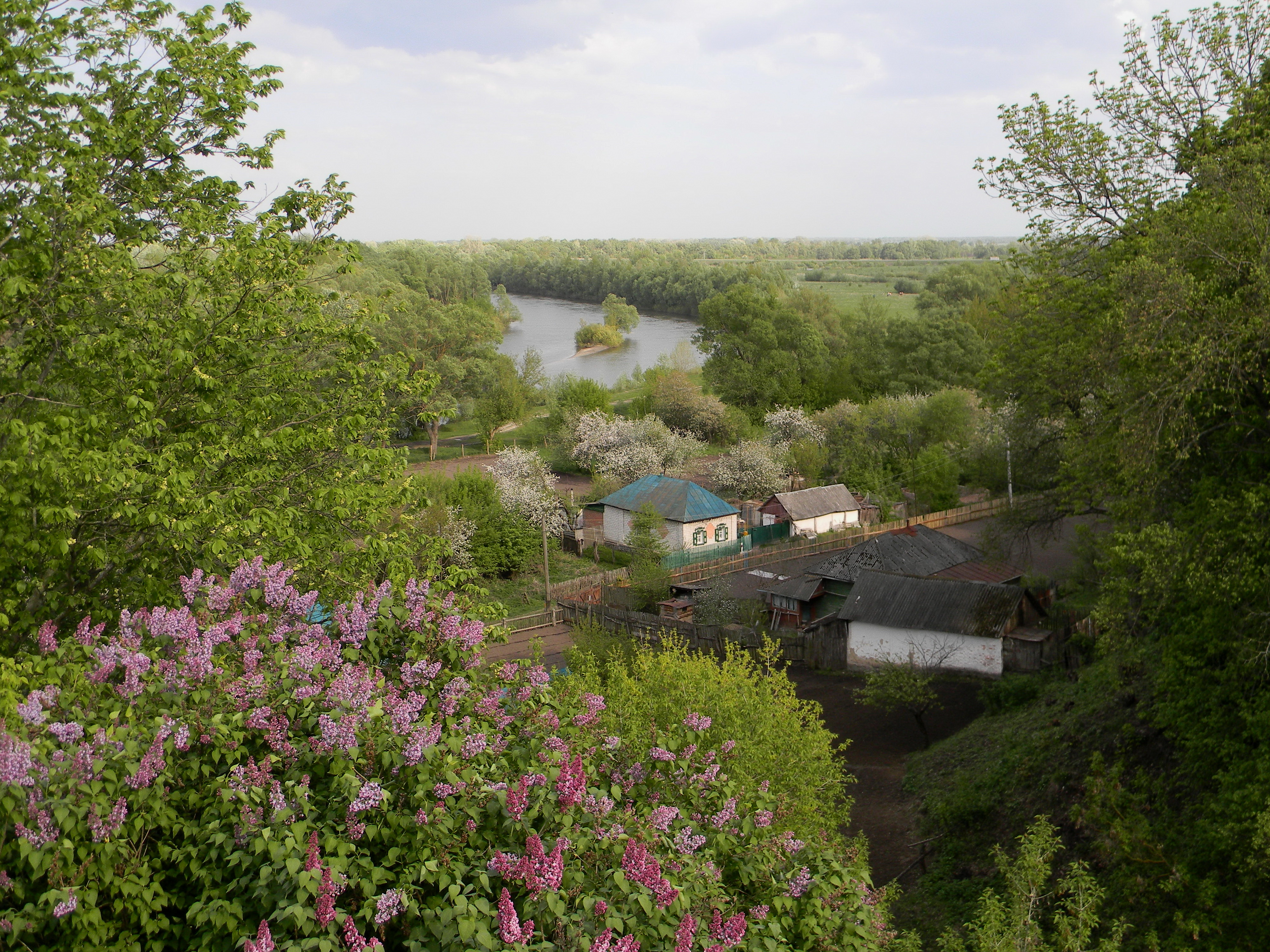
Краєвид на річку Сейм із батуринських висот

У зв'язку з розпаюванням сільськогосподарських земель у середині 1990-х на базі угідь місцевого колгоспу «Присеймів'я» було створене Приватно-орендне підприємство «Присеймів'я». По ньому землі сільськогосподарського призначення брали в оренду ще кілька підприємств (ТОВ «Батуринське» та інші).
Станом на 2000 р. у Батурині перестали функціонувати льонопереробний завод, цегельний завод, молокозавод, «Сільгосптехніка» і «Сільгоспхімія», харчовий комбінат та інші невеликі виробництва.
Планувальна структура Батурина залишилася майже без змін. Багатоквартирне будівництво не проводилось з 1990 р. Сучасна забудова — одноповерхова садибна, з великими присадибними ділянками.
Масштабні будівельні роботи у Батурині розпочалися у 2003 р., після прийняття Урядом України «Комплексної програми збереження пам'яток Державного історико-культурного заповідника «Гетьманська столиця» і розвитку соціальної та інженерно-транспортної інфраструктури смт Батурина». Було здійснено газифікацію міста, прокладено новий водогін. У 2007 р. завершилася реконструкція Батуринського міського будинку культури. У 2008 р. прокладено нове асфальтне покриття по вул. Гетьманській та імені В. Ющенка.
У 2008 р. Батурин отримав статус міста районного значення, у грудні 2016 р. став центром Батуринської об'єднаної територіальної громади.

## Символіка

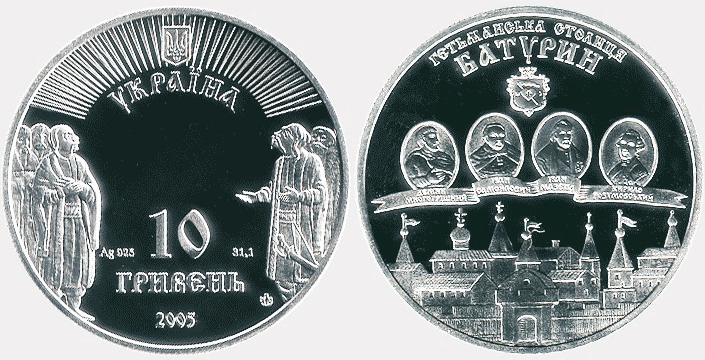
Срібна монета 10 гривень 2005 р. «Батурин» із серії «Гетьманські столиці»

Опис герба міста Батурина: в малиновому полі золоте серце, із вписаним малиновим козацьким хрестом; обабіч серця срібні: з правого боку зірка, з лівого — півмісяць, обернений рогами вправо, над ним — синя хоругва із золотим древком.
Опис прапора міста Батурина: прямокутне полотнище синього кольору із співвідношенням сторін 1:1 (згідно з еталоном 100 × 100 см). У центрі прапора малиновий козацький хрест, обабіч якого срібні: з правого боку зірка, з лівого — півмісяць, обернений рогами вправо. По периметру, окрім сторони від древка, полотнище обрамлене лиштвою жовтого кольору, розмір якої складає 1/10 загальних розмірів.

## Вулиці Батурина
Більшість вулиць носять назви на честь українських гетьманів, видатних уродженців міста, а також культурних і державних діячів. 

## Населення
| 1906 | 1942 | 1944 | 1979 | 2001 | 2014 | 2017 | 2022 |
| ---- | ---- | ---- | ---- | ---- | ---- | ---- | ---- |
| 5822 | 2439 | 3112 | 3654 | 3078 | 2652 | 2571 | 2406 |

### Мова
Розподіл населення за рідною мовою за даними перепису 2001 року:
| Мова            | Кількість | Відсоток |
| --------------- | --------- | -------- |
| українська      | 2906      | 94.78%   |
| російська       | 98        | 3.20%    |
| ромська         | 56        | 1.83%    |
| румунська       | 3         | 0.10%    |
| білоруська      | 1         | 0.03%    |
| інші/не вказали | 2         | 0.06%    |
| Усього          | 3066      | 100%     |

## Охорона здоров'я
У 2018 р. в Батурині діяли Паліативне відділення № 1 Бахмацької центральної районної лікарні та Батуринська лікарська амбулаторія КЗ «Бахмацький районний центр первинної медико-санітарної допомоги» Бахмацької районної ради Чернігівської області.

## Освіта
- Батуринський дошкільний навчальний заклад «Віночок» (ясла-садок) Батуринської міської ради. Адреса — вул. В. Ющенка, 47.
- Батуринська загальноосвітня школа I—III ступенів імені Григорія Орлика[21]. Адреса — вул. В. Ющенка, 47.
- Батуринська спеціальна загальноосвітня школа-інтернат I—II ступенів[22] працювала у 1961—2020 роках. Адреса — вул. Партизанська, 1.

## Пошта, зв'язок, банківська сфера
У місті поштові послуги надають такі компанії: філія національного оператора УДППЗ «Укрпошта» та Нова Пошта.
У Батурині 5-значні телефонні номери. Код міста 04635. Оператор фіксованого зв'язку — ВАТ «Укртелеком».
Послуги стільникового зв'язку тут надають оператори: Київстар, Vodafone та lifecell. Місто має покриття 3G та 4G мобільного зв'язку.
Працюють банкомати Ощадбанку та ПриватБанку.

## Транспорт
Через Батурин пролягають автошляхи М02 та Р61.
Попри те, що у місті немає автовокзалу, налагоджене міжміське та приміське автобусне сполучення.
Міського громадського транспорту у Батурині немає.
Найближчі залізничні станції — Бахмач-Пасажирський і Конотоп.

## Національний заповідник «Гетьманська столиця»
14 червня 1993 р. постановою Уряду створено державний історико-культурний заповідник «Гетьманська столиця».

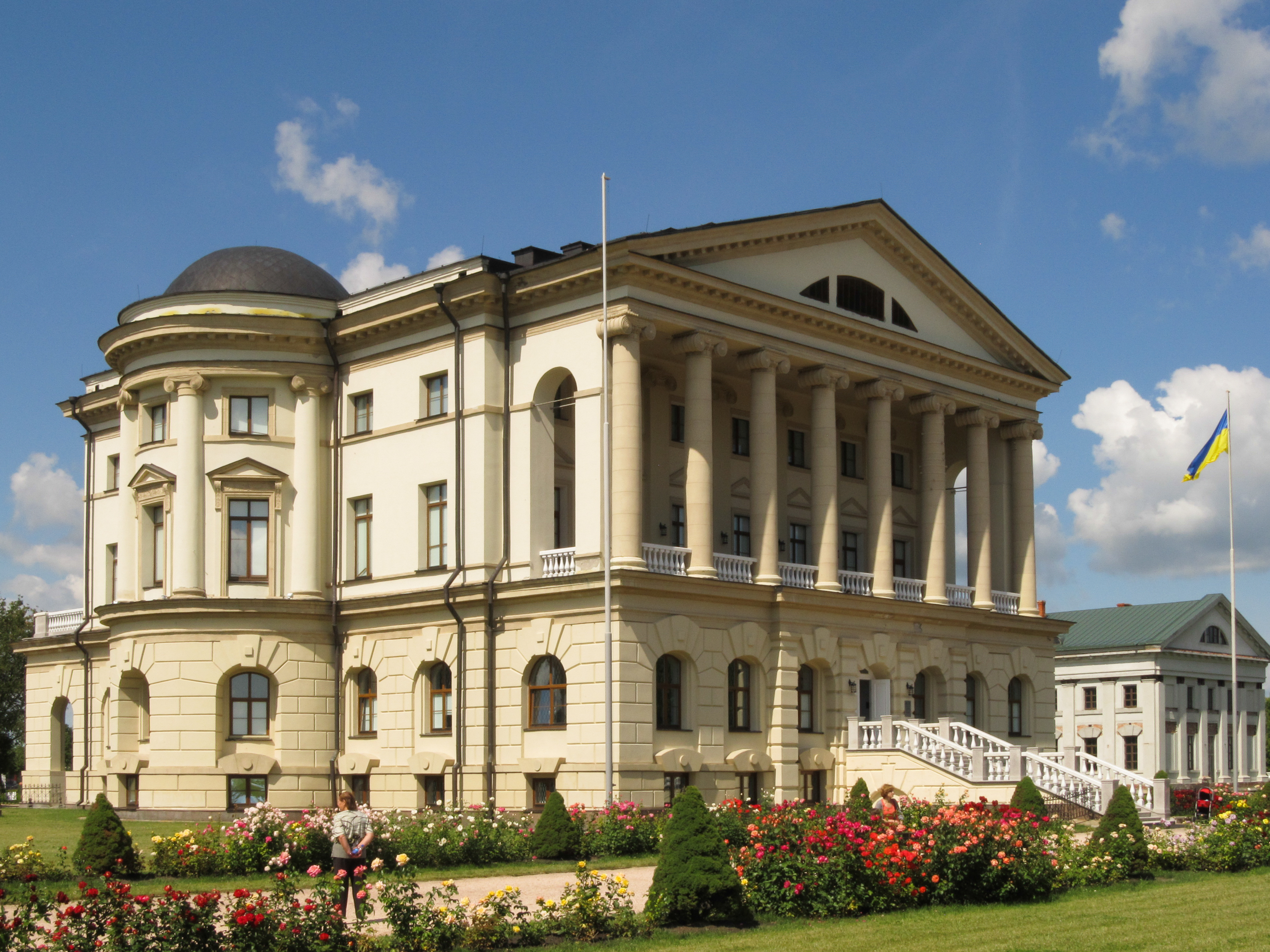
Палац К. Розумовського.

У 2003—2005 та 2008—2009 роках велася реставрація і відбудова пам'яток Національного історико-культурного заповідника «Гетьманська столиця»: Будинку генерального судді В. Кочубея, Воскресенської церкви-усипальниці К. Розумовського, Воскресенської церковнопарафіяльної школи (розташовано музей археології Батурина), Цитаделі Батуринської фортеці, палацово-паркового ансамблю гетьмана Кирила Розумовського.
10 квітня 2004 року, через 296 років від дня трагедії, на могилах загиблих було встановлено Хрест (скульптори Анатолій Гайдамака та Микола Обезюк).
У 2008 р., під час роботи Міжнародного симпозиуму скульптури в камені «Батурин — 2008» за підтримки Президента України Віктора Ющенка, що проходив у селищі Седневі на Чернігівщині, для Батурина було створено ряд скульптур, які прикрасили вулиці міста.
У 2008—2009 роках збудовано Покровську церкву. У 2011 р. — каплицю Святого Миколая.

## Пам'ятки історії та культури, музеї
- Будинок-музей генерального судді Василя Кочубея
- Палац гетьмана Кирила Розумовського
- Козацький двір
- Музей археології Батурина
- Цитадель Батуринської фортеці
- Кочубеївський парк
- Парк біля палацу К. Розумовського
- Церква Воскресіння Господнього
- Покровська церква
- Замкова церква Воскресіння Господнього
- Каплиця Святого Миколая
- Пам'ятники Батурина.

Див. також Батуринська фортеця, Батуринська трагедія, Національний історико-культурний заповідник «Гетьманська столиця».

## Батурин запрошує
Козацьке свято
- 1990—2013 витоком цього щорічного масового культурно-розважального заходу був культурологічний похід «Дзвін-90», що розпочався 21 липня 1990 року і тривав кілька днів. Влітку 1991 року за ініціативи Товариства української мови, Народного Руху та інших патріотичних організацій проводився комплекс заходів під символічною назвою «Козацькими шляхами». Тоді похід пройшов через міста і села Чернігівщини — Седнів, Березну, Волосківці, Мену, Жовтневе, Сосницю, Новгород-Сіверський, Авдіївку. В Батурин похід прийшов 19 липня 1991 року, це була головна подія походу, його кульмінація.

З цього часу Козацькі свята стали традиційними і дуже популярними серед місцевих мешканців і гостей міста. Кілька років вони проводилися в останню неділю травня, потім — в кожну другу неділю червня. Оскільки захід проходив в обласному масштабі, основним його організатором виступало відомство по культурі Чернігівської обласної держадміністрації. Активно долучалися до проведення свята Батуринська рада, заповідник «Гетьманська столиця», Батуринська загальнносвітня школа, козацькі організації міста та навколишніх районів, Батуринський Будинок культури, народні умільці та підприємці округи.
Батурин цього дня в різні роки відвідали визначні діячі політики, науки, культури і мистецтв України — Леонід Кучма, Анатолій Кінах, Віктор Ющенко, Іван Плющ, Геннадій Удовенко, Левко Лук'яненко, Юрій Костенко, Ніна Матвієнко, В'ячеслав Кириленко, Лілія Григорович та багато інших. Виступали хорові, хореографічні та інші мистецькі колективи зі всієї України. Проводилися різноманітні козацькі забави, змагання на звання «Кращий козак року» та «Краща козачка року», кінні герці, молодіжні дискотеки, дитячі атракціони, де-філе духових оркестрів, ярмарки майстрів, феєрверки тощо. Багатьом гостям припав до смаку смачний козацький куліш, вареники та інші національні наїдки.
- 2014—2017 Козацьке свято проводилося на місцевому рівні[26].

Батуринфест ШАБЛЯ
- 2018—2019 роки у червні проходив організований Батуринською ОТГ за участі і підтримки партнерів фестиваль козацької культури, що став продовжувачем кращих традицій Козацького свята.[27][28]

- У 2020 фестиваль перенесено на рік у зв'язку з карантином через коронавірус[29].

- У 2021 фестиваль відбувся 21—22 серпня[30].

День пам'яті Батурина
Меморіальний захід. Проходить щорічно 13 листопада біля Пам'ятника жертвам Батуринської трагедії 1708 р. на території Цитаделі Батуринської фортеці в пам'ять про захисників і мирних мешканців Батурина — столиці гетьмана І. Мазепи, які загинули від рук російського генерала О. Меншикова 2 (13) листопада 1708 р., відстоюючи право на незалежну українську державу.
| Шепочуть вітри про минуле, Гуде над могилами дзвін. Батурин, Батурин, Батурин! Як символ для всіх поколінь. - Валерій Залізний |

## Фільми, зняті в Батурині
Бур'ян — радянський художній фільм, соціальна драма, режисер Анатолій Буковський. Зйомки проходили в 1966 р.

## Місто-побратим
Кобем, графство Кент, Велика Британія (2025)

## Відомі люди

### Уродженці Батурина
- Білоус Антон Андрійович — український видавець на еміграції, лікар Армії УНР під час Української революції.
- Буток Володимир Георгійович — повний кавалер ордена Слави, учасник Другої світової війни.
- Галайба Василь Васильович — український краєзнавець та києвознавець.
- Гладкий Петро Дмитрович — український мовознавець; жертва сталінського терору.
- Кадун Микола Васильович — Герой Радянського Союзу, капітан Робітничо-селянської Червоної Армії.
- Кирей Василь Тадейович — український військовий діяч, генерал-хорунжий Армії Української Народної Республіки.
- Маслов-Стокоз Василь Павлович — український письменник, публіцист.
- Орлик Григорій Пилипович— генерал-лейтенант французького короля Людовика XV, син гетьмана Пилипа Орлика.
- Ситник Олександр Васильович — український скульптор.
- Соколов Валентин Євгенович — Герой Радянського Союзу, моряк-підводник, капітан 1-го рангу.
- Хоменко Арсеній Петрович — український демограф.

### Загиблі уросійсько-українській війніз 2014
- 27 травня 2022, поблизу м. Бахмут Донецької області Сергієнко Руслан Юрійович (нар. 27 лютого 1976 у Батурині; похований у Батурині) — сержант 58-ї окремої мотопіхотної бригади імені гетьмана Івана Виговського, лицар Ордена Богдана Хмельницького ІІІ ступеня (посмертно).[34]

- 5 липня 2022, поблизу м. Бахмут Донецької області Ситник Григорій Миколайович (нар. 23 лютого 1969 у Батурині; похований у Батурині) — солдат 58-ї окремої мотопіхотної бригади імені гетьмана Івана Виговського, лицар ордена «За мужність» ІІІ ступеня (посмертно).[35][36]

- 4 квітня 2023, в с. Печенюги Чернігівської області Борисенков Віктор Олександрович (нар. 9 травня 1999 у Батурині; похований у Батурині) — старший солдат, стрілець взводу охорони військової частини А3958 58-ї окремої мотопіхотної бригади імені гетьмана Івана Виговського, лицар ордена «За мужність» ІІІ ступеня (посмертно).[37]

- 15 січня 2024, в м. Курахове Донецької області Передерій Олексій Сергійович (нар. 25 грудня 1986 у селі Курінь Бахмацького району; помер під час несення служби; похований у Батурині, де живуть батьки) —  солдат 77-ї окремої аеромобільної бригади.

- 26 квітня 2024, поблизу Кліщіївка Донецької області Романов Андрій Андрійович (нар. 10 вересня 1996 у Батурині) —  молодший сержант військової частини 3005 Національної гвардії України.[38]

- 25 вересня 2024, поблизу Водяне Донецької області Крутоголов Сергій Володимирович (нар. 13 травня 1982 у Батурині; похований у Батурині) — командир танка 1-го окремого штурмового батальйону «Да Вінчі».[39]

- 28 січня 2025, в м. Яворів Львівської області Горленко Віталій Анатолійович (нар. 07 березня 1986 у Батурині; помер під час несення служби; похований у Батурині) —  солдат-курсант в/ч А3618.

## Адміністративна географія
- 1620-ті — 1633 — однойменне поселення Чернігівського воєводства Речі Посполитої;
- 1633—1649 — центр Батуринської волості (округу) у складі Новгород-Сіверського повіту Чернігівського воєводства Речі Посполитої;
- 1649—1652 — центр Батуринської сотні Чернігівського полку Гетьманщини;
- 1652—1781 — центр Батуринської сотні Ніжинського полку Гетьманщини;
- 1669—1708; 1750—1764 — резиденція гетьманів Д. Ігнатовича (Многогрішного), І. Самойловича, І. Мазепи, К. Розумовського;
- 1781—1791 — центр Батуринської волості Коропського повіту Новгород-Сіверського намісництва Російської імперії;
- 1791—1796 — центр Батуринської волості Конотопського повіту Чернігівського намісництва Російської імперії;
- 1796—1802 — центр Батуринської волості Конотопського повіту Малоросійської губернії Російської імперії;
- 1802—1856 — центр Батуринської волості Конотопського повіту Чернігівської губернії Малоросійського генерал-губернаторства Російської імперії;
- 1856—1917 — центр Батуринської волості Конотопського повіту Чернігівської губернії Російської імперії;
- 1917—1922 — центр Батуринської волості Конотопського повіту Чернігівської губернії (належав різним урядам: революційному комуністичному, Української Народної Республіки, Української держави гетьмана П. Скоропадського, Української Соціалістичної Радянської Республіки, серпень-листопад 1919 — зона окупації військами А. Денікіна);
- 1922—1923 — центр Батуринської волості Конотопського повіту Чернігівської губернії Української РСР;
- 1923—1925 — село, центр Батуринського району Конотопської округи Чернігівської губернії Української РСР;
- 1925—1930 — село, центр Батуринського району Конотопської округи Поліського підрайону Української РСР;
- 1930—1932 — село, центр Батуринського району Поліського підрайону Української РСР;
- 1932—1935 — село Бахмацького району Чернігівської області Української РСР;
- 1935—1941 — село, центр Батуринського району Чернігівської області;
- 1941—1943 — село, центр Батуринського району Чернігівської області прифронтової території Німеччини (зона окупації Німеччини);
- 1943—1960 — село, центр Батуринського району Чернігівської області Української РСР;
- 1960—1991 — селище міського типуБахмацького району Чернігівської області Української РСР;
- 1991—2008 — селище міського типу Бахмацького району Чернігівської області України;
- 2008—2020 — місто районного значення Бахмацького району Чернігівської області України;
- З 2020 р. — місто районного значення Ніжинського району Чернігівської області України.

## Галерея

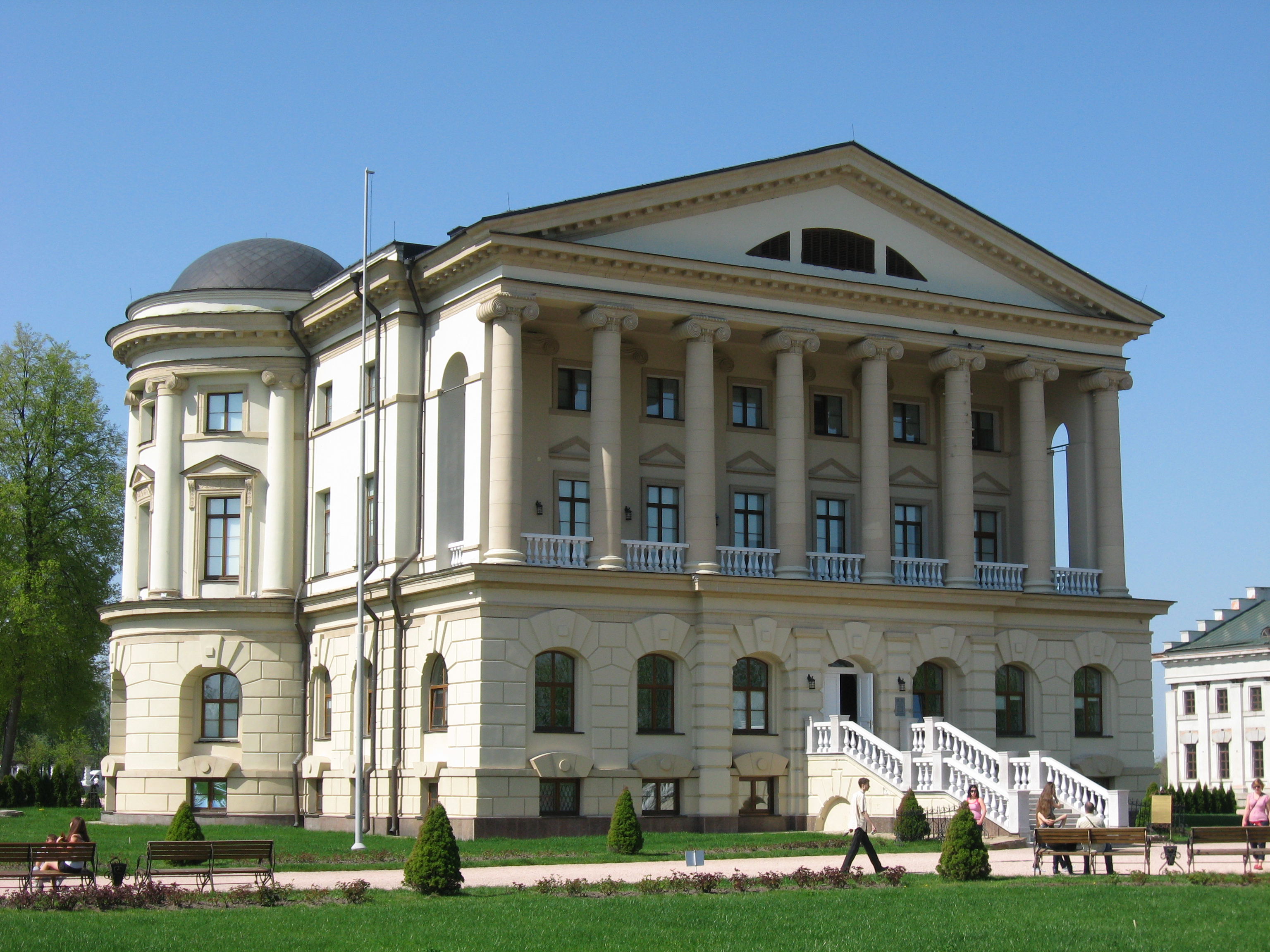
Палац гетьмана К. Розумовського.
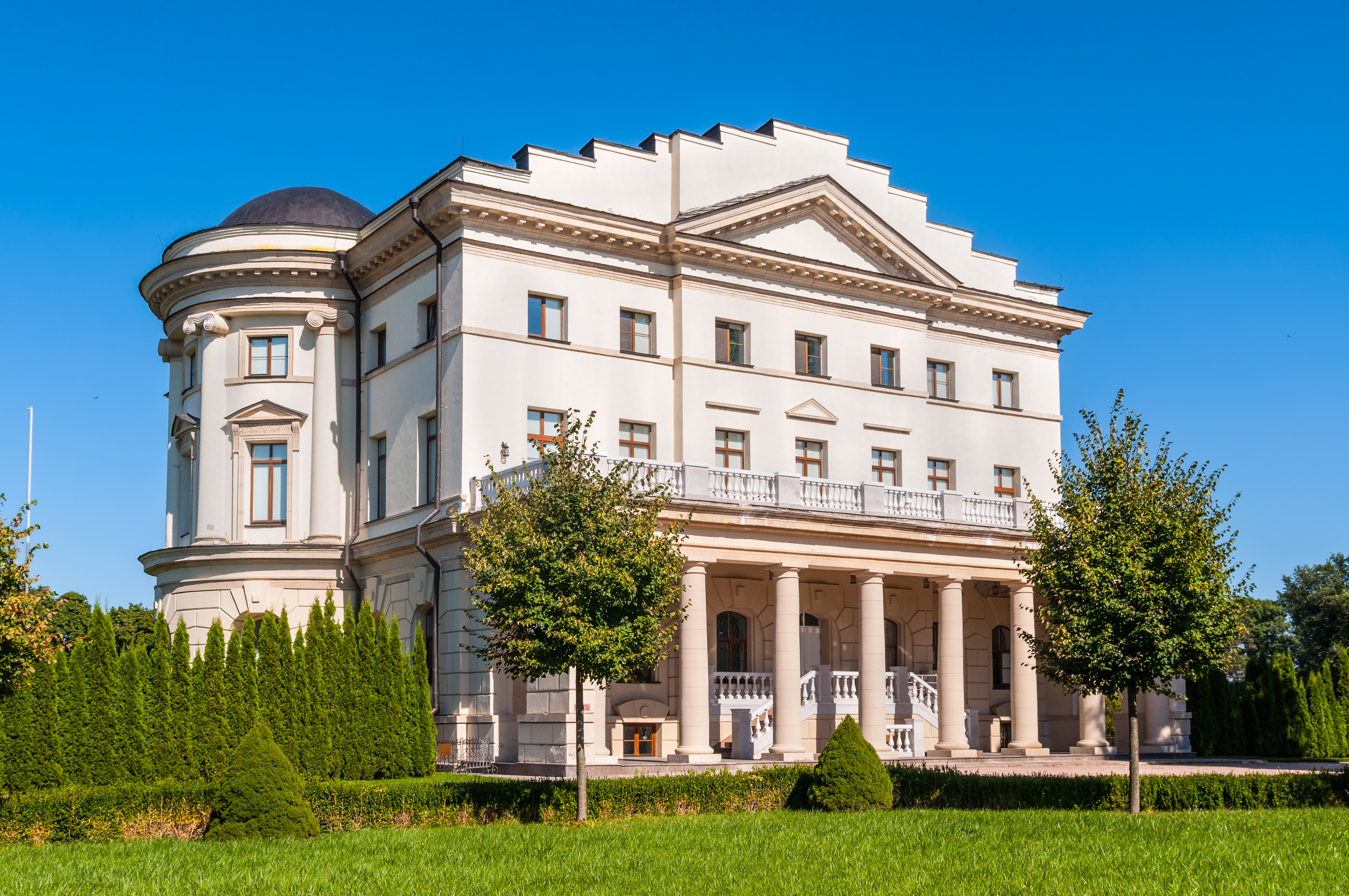
Палац гетьмана К. Розумовського.
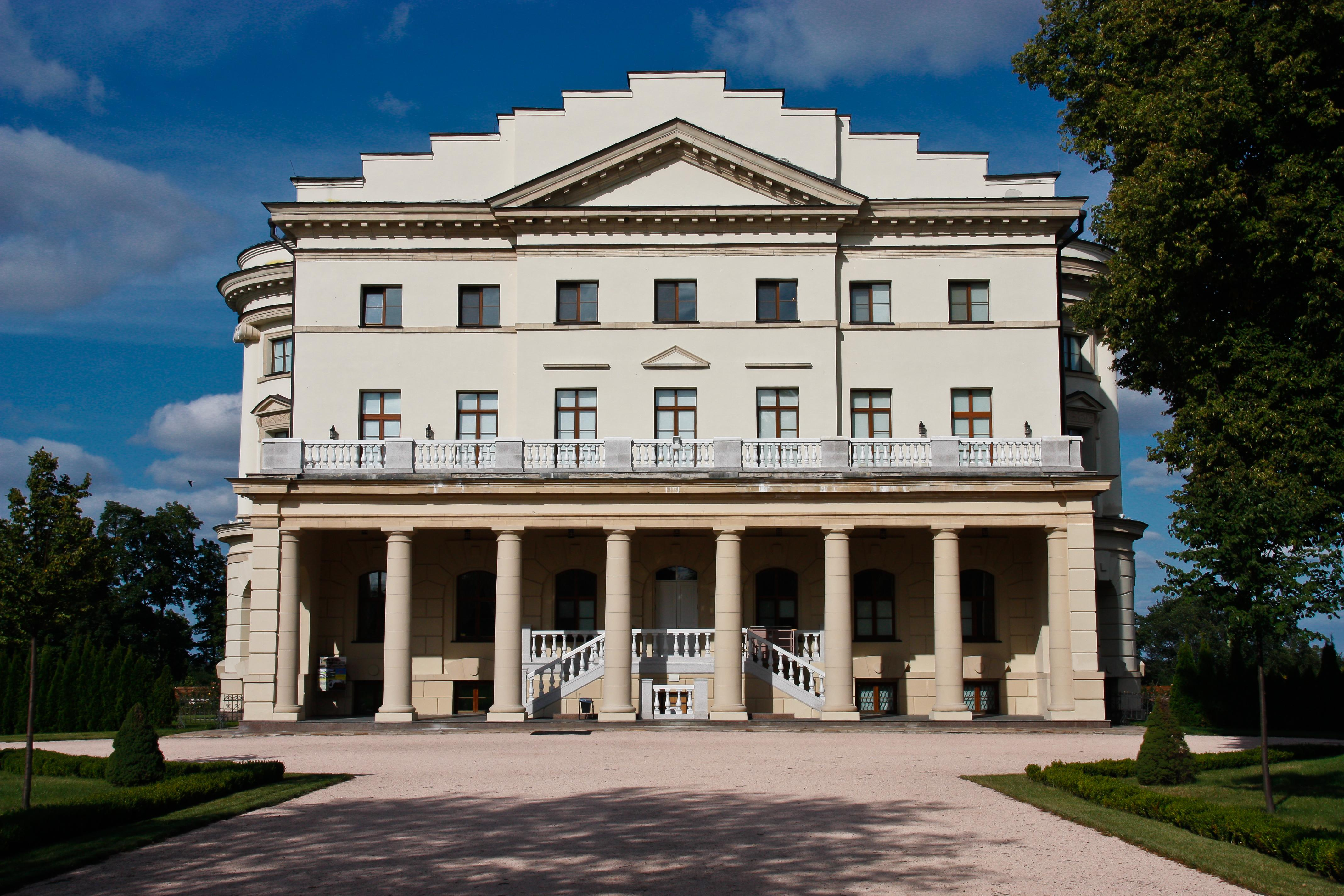
Палац гетьмана К. Розумовського.
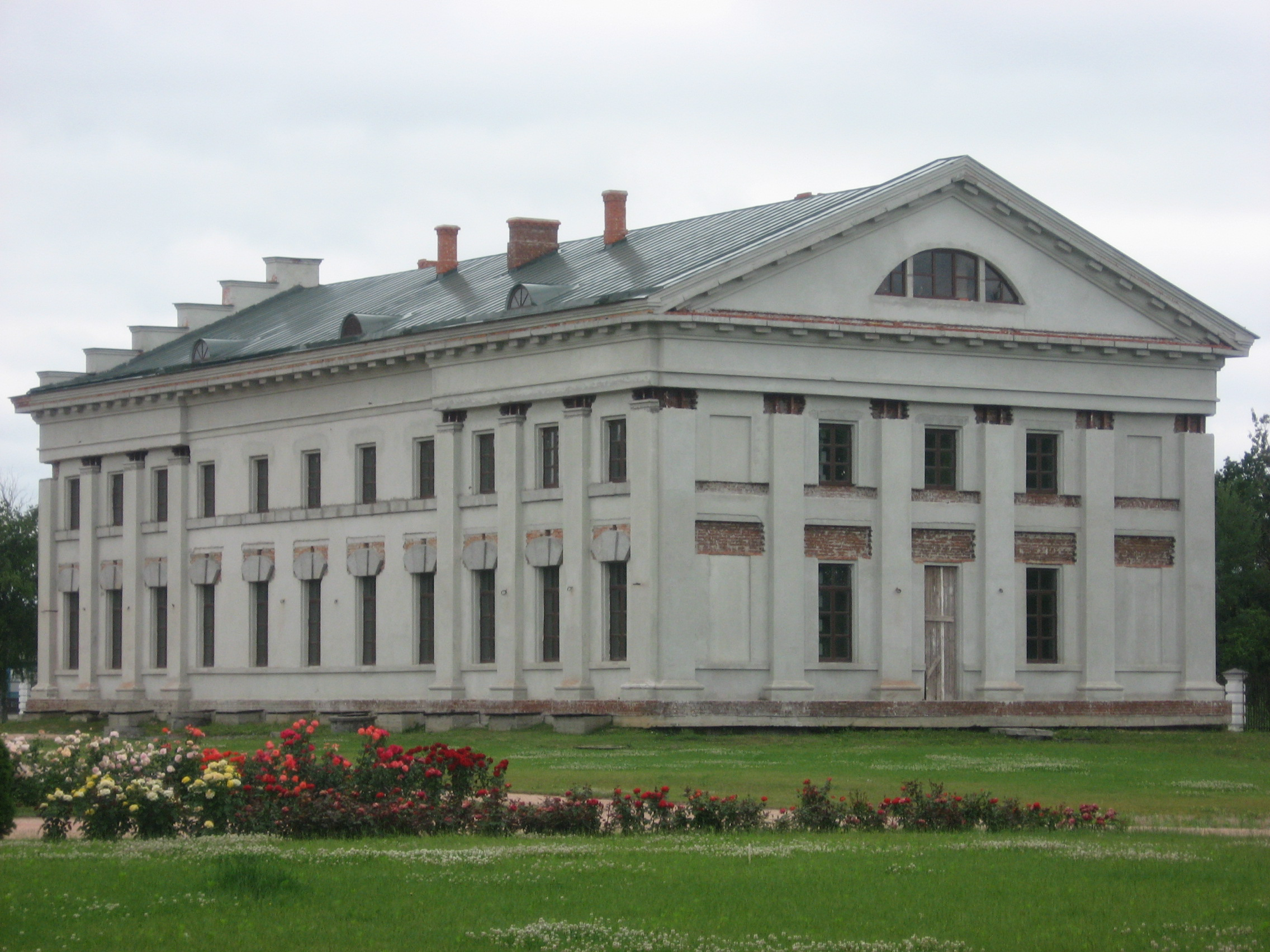
Західний флігель.
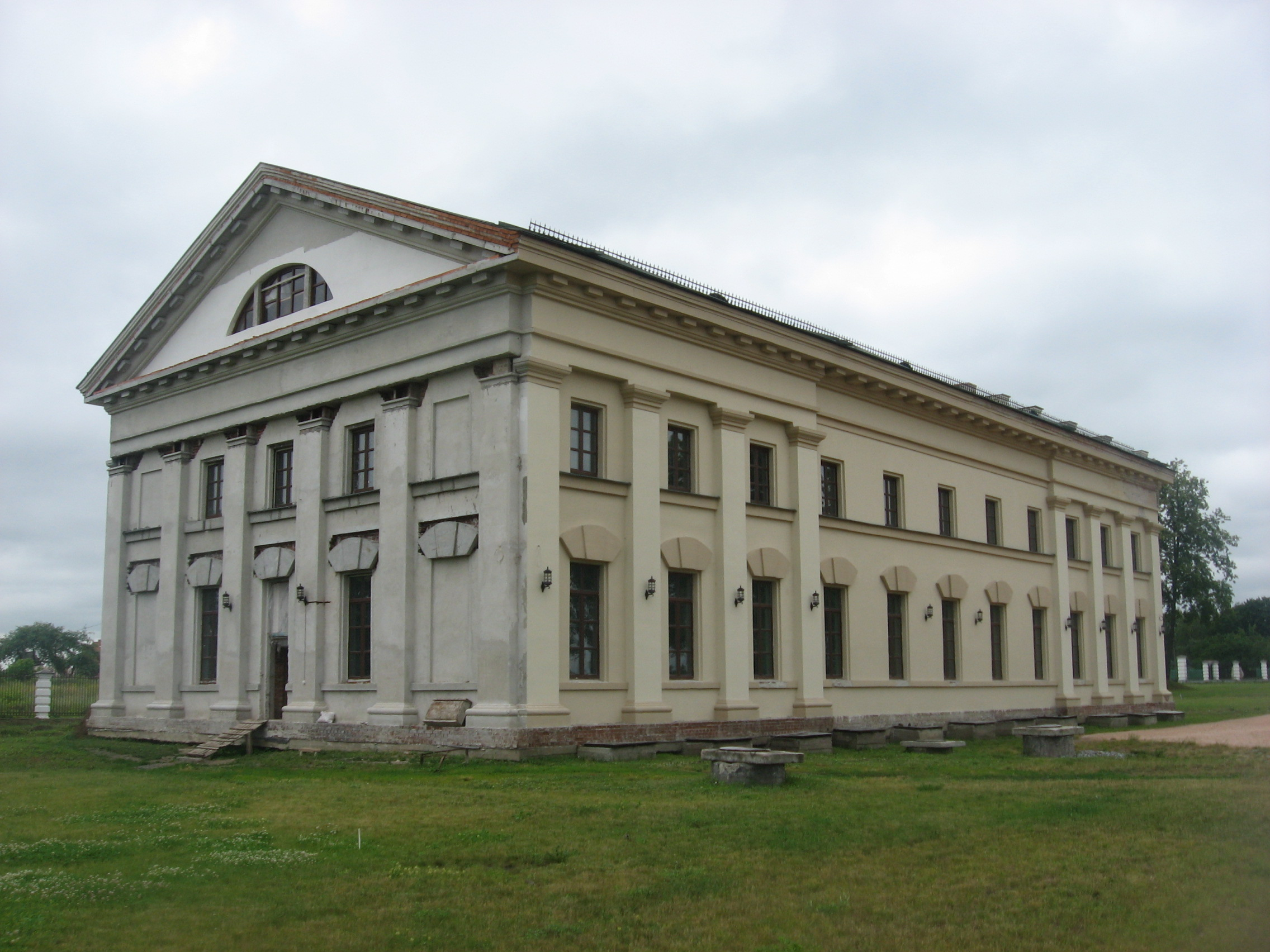
Східний флігель.
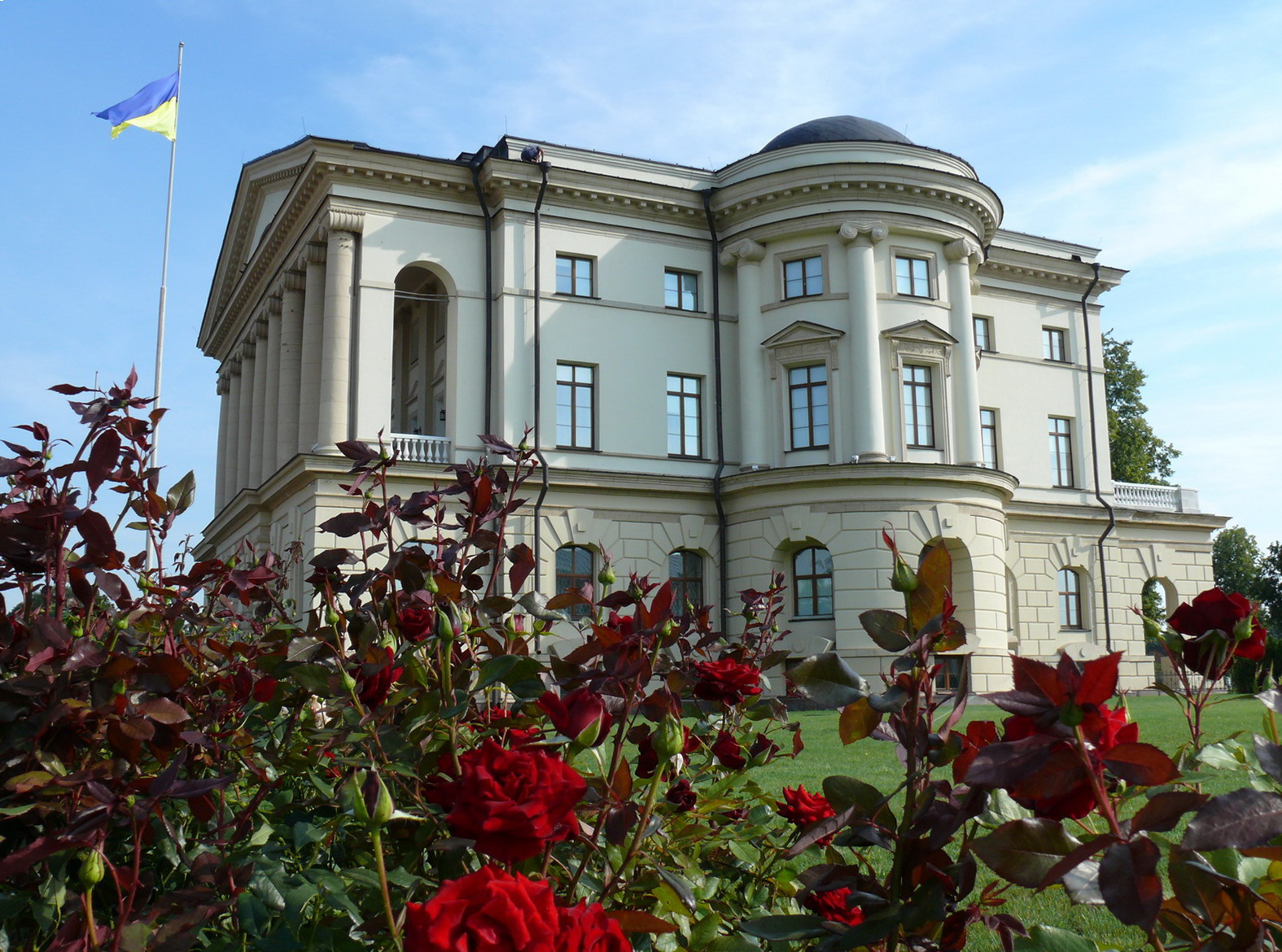
Палац гетьмана К. Розумовського.
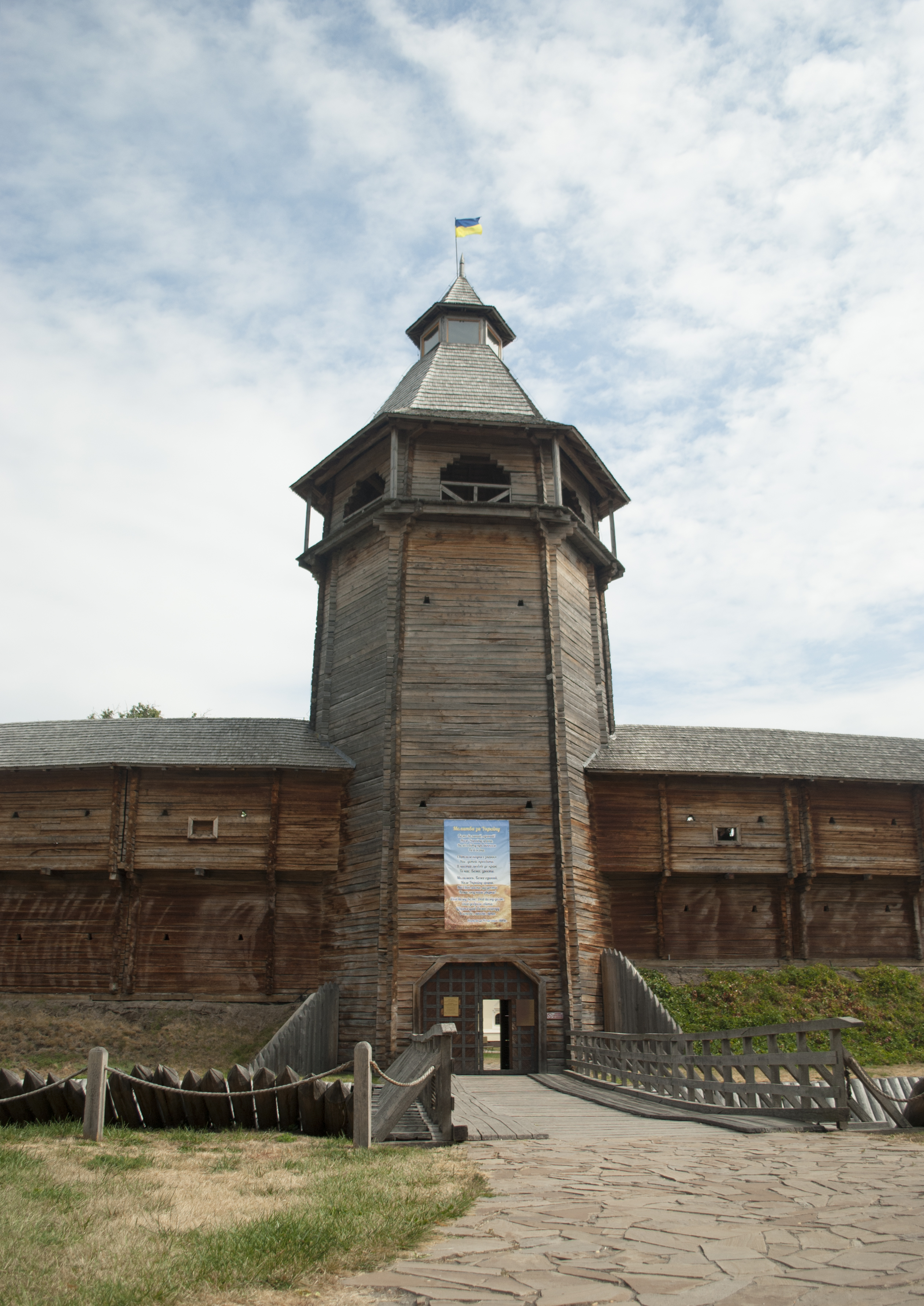
Башта Цитаделі Батуринської фортеці.
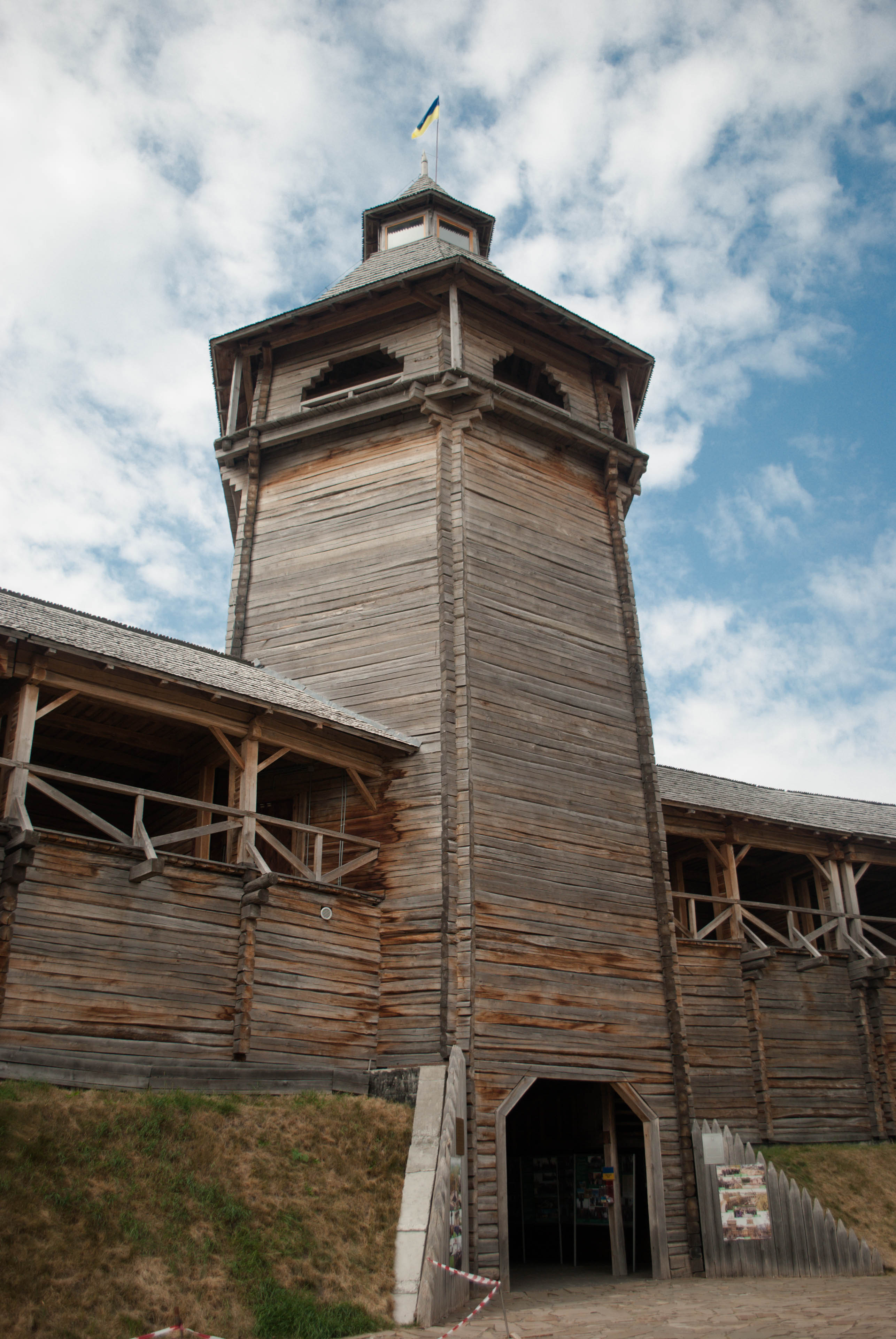
Башта Цитаделі Батуринської фортеці.
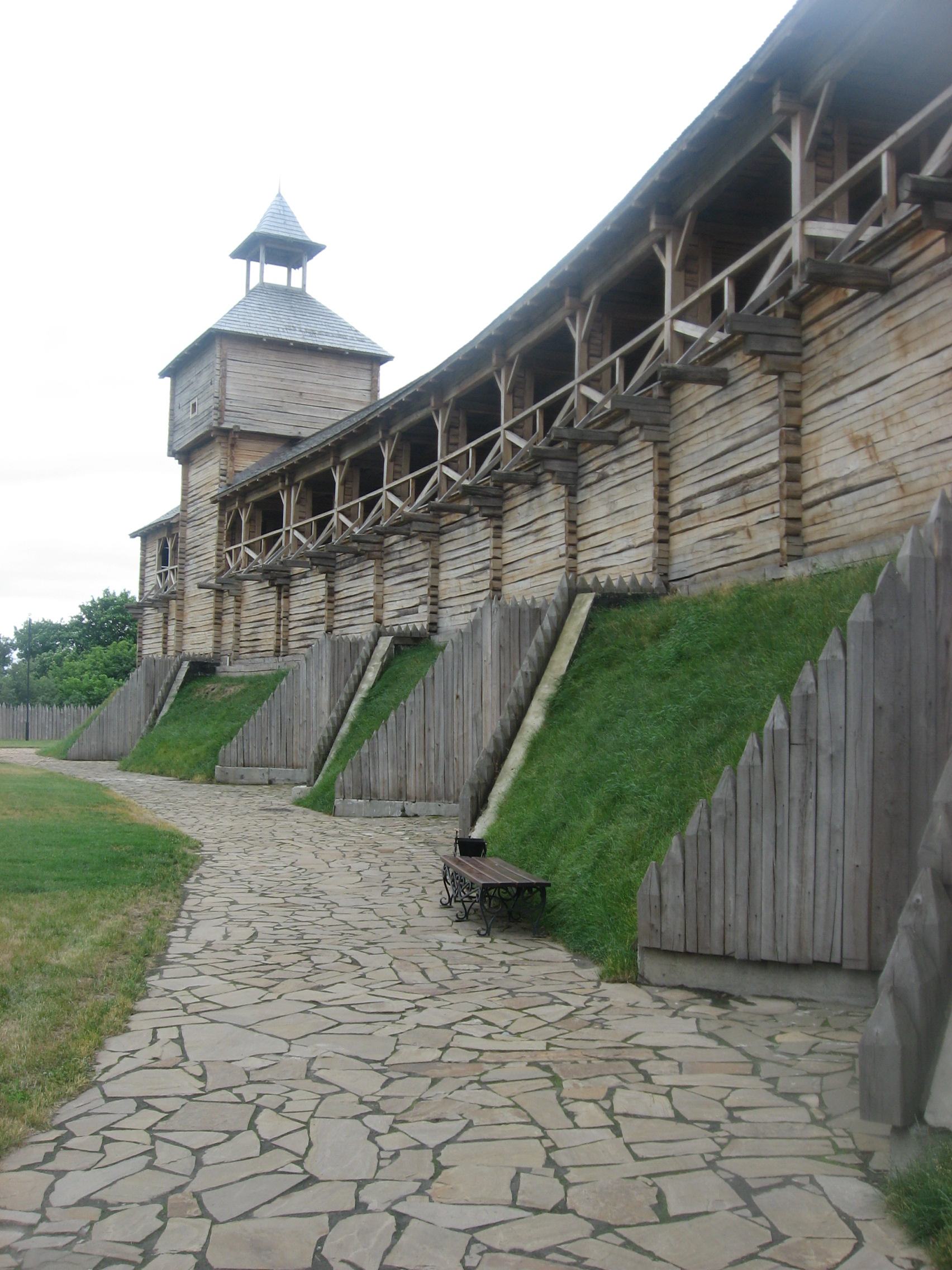
Башта Цитаделі Батуринської фортеці.
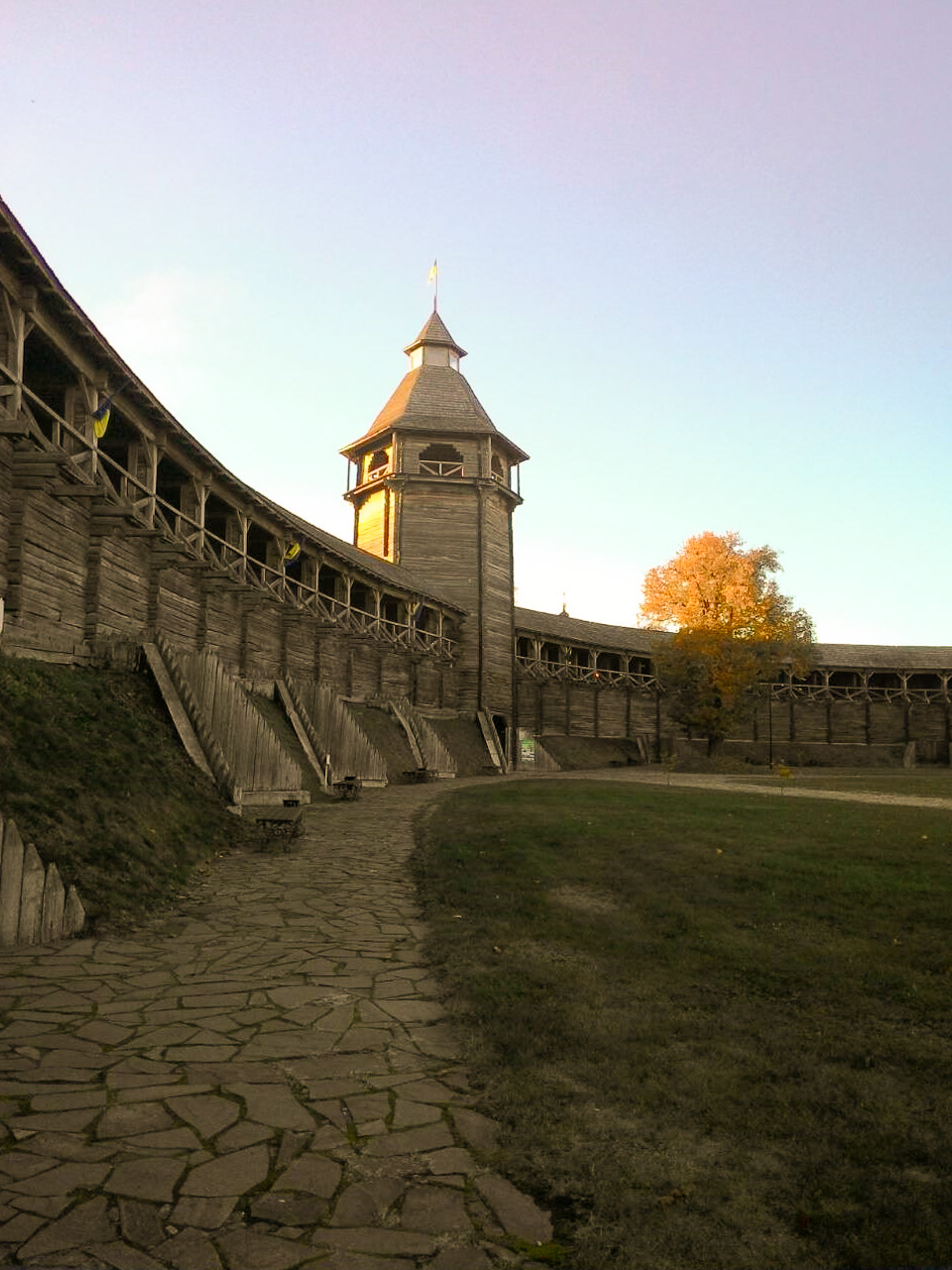
Оборонна стіна Цитаделі Батуринської фортеці.
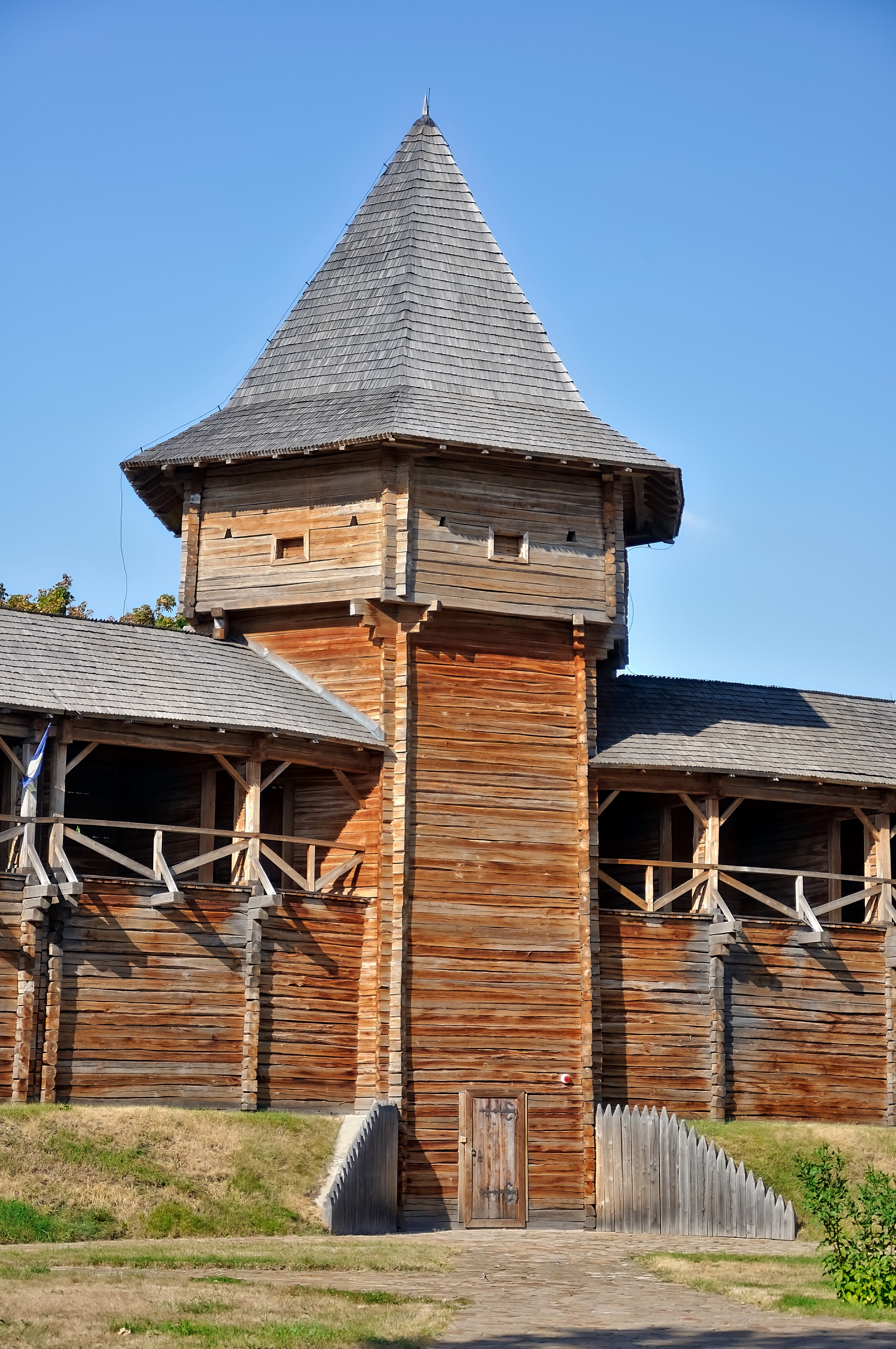
Башта Цитаделі Батуринської фортеці.
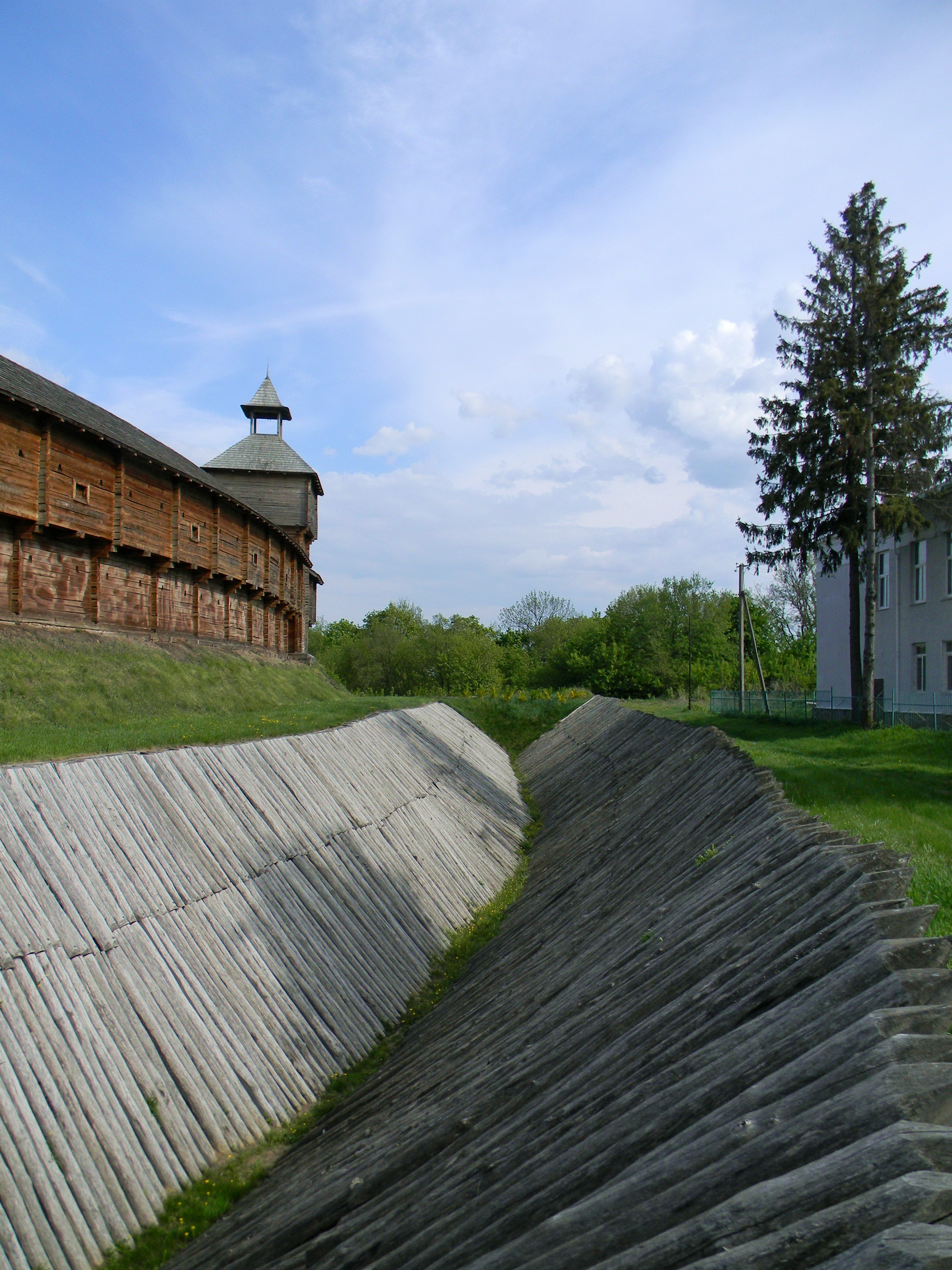
Оборонний рів Цитаделі Батуринської фортеці.
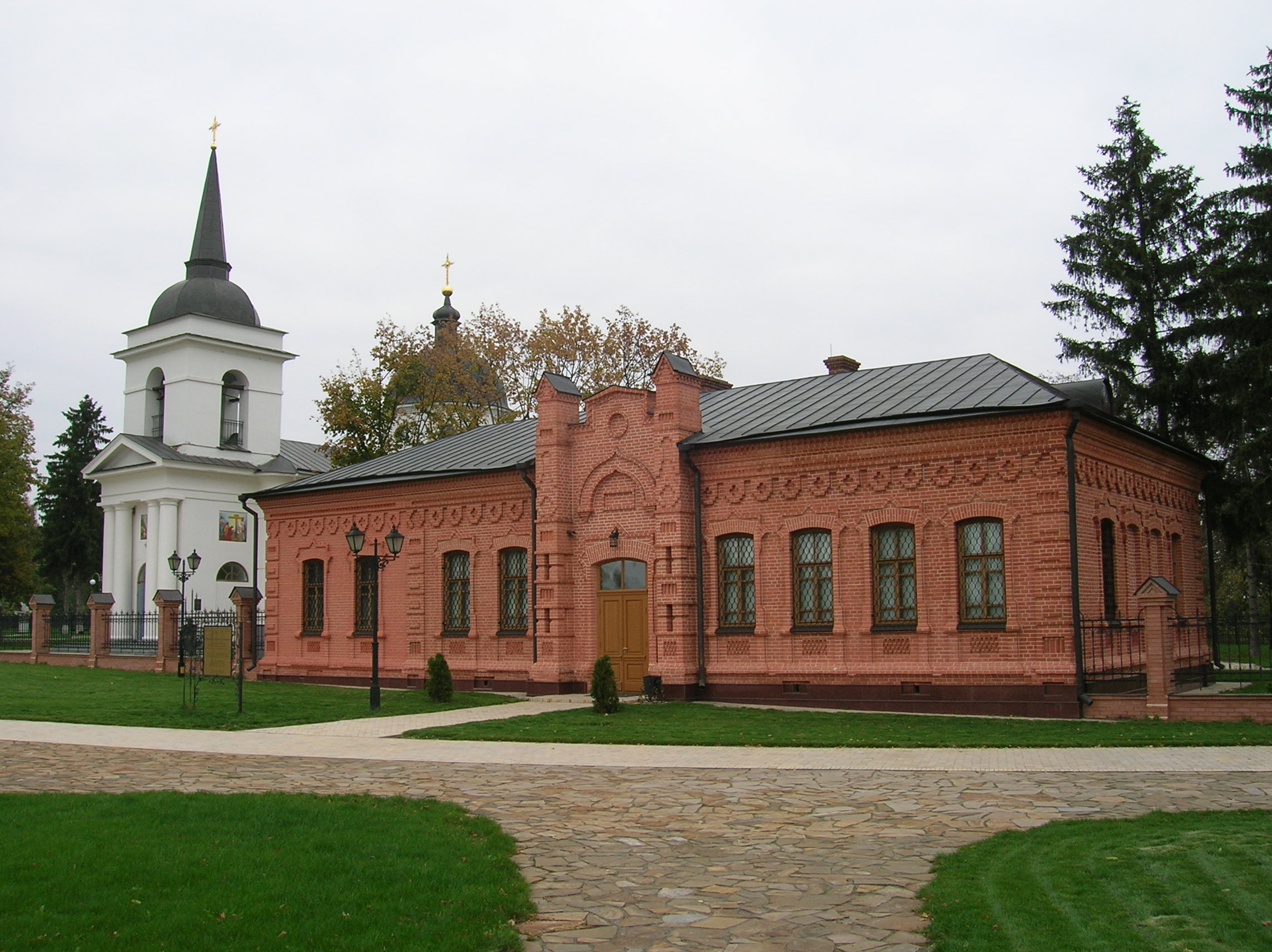
Музей археології Батурина.
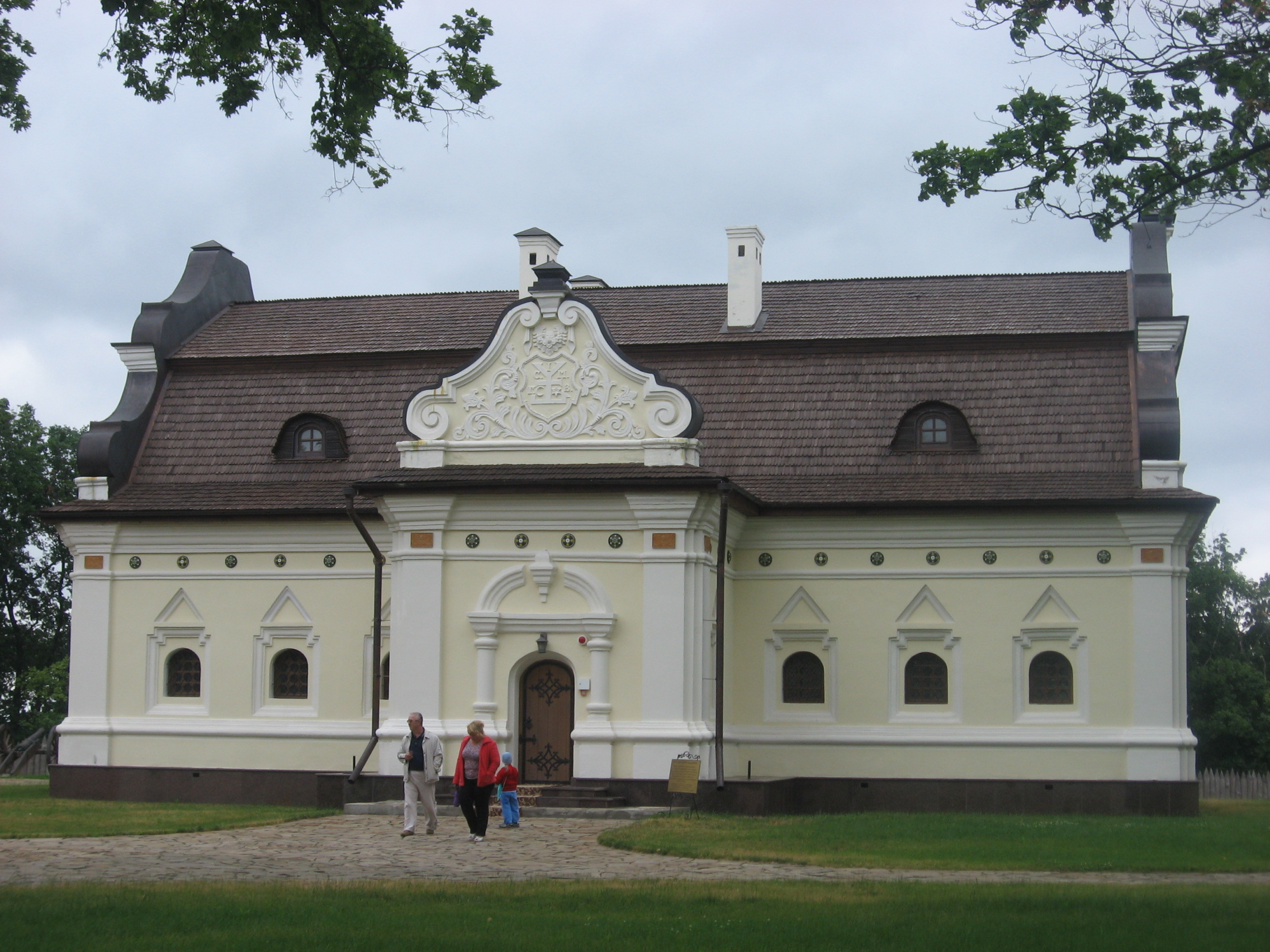
Гетьманський будинок.
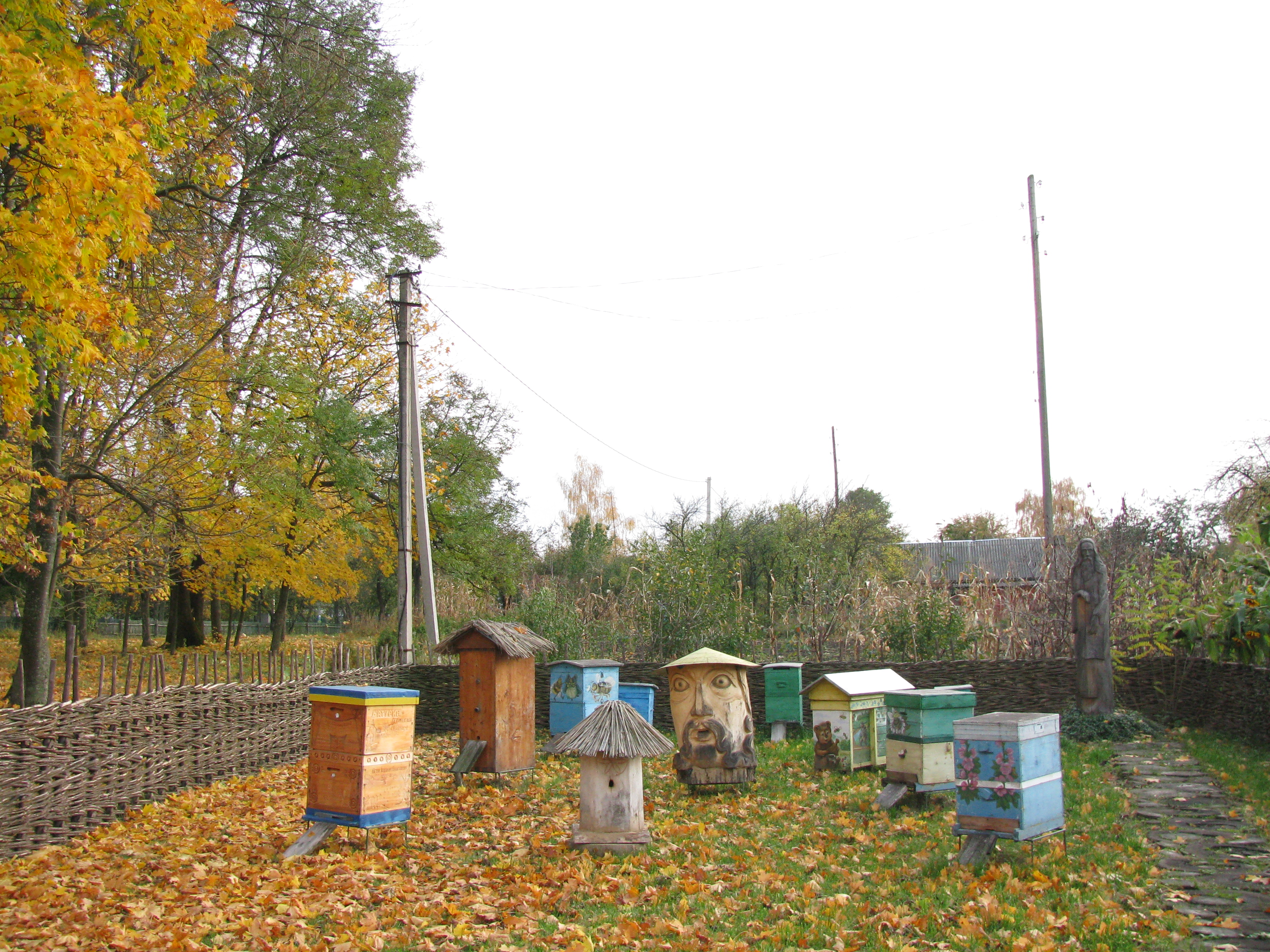
Пасіка імені П.І.Прокоповича.
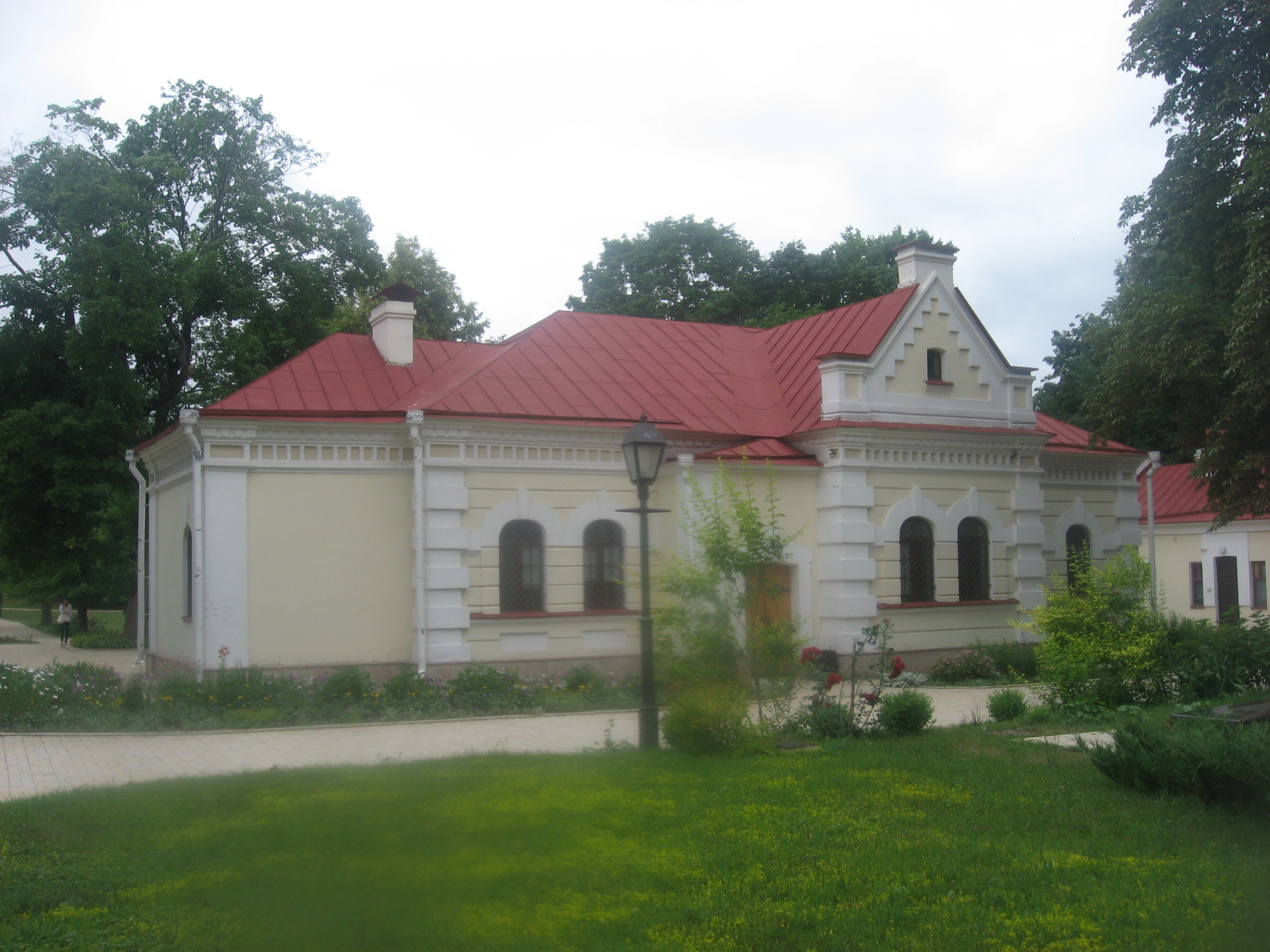
Будинок генерального судді В.Кочубея.
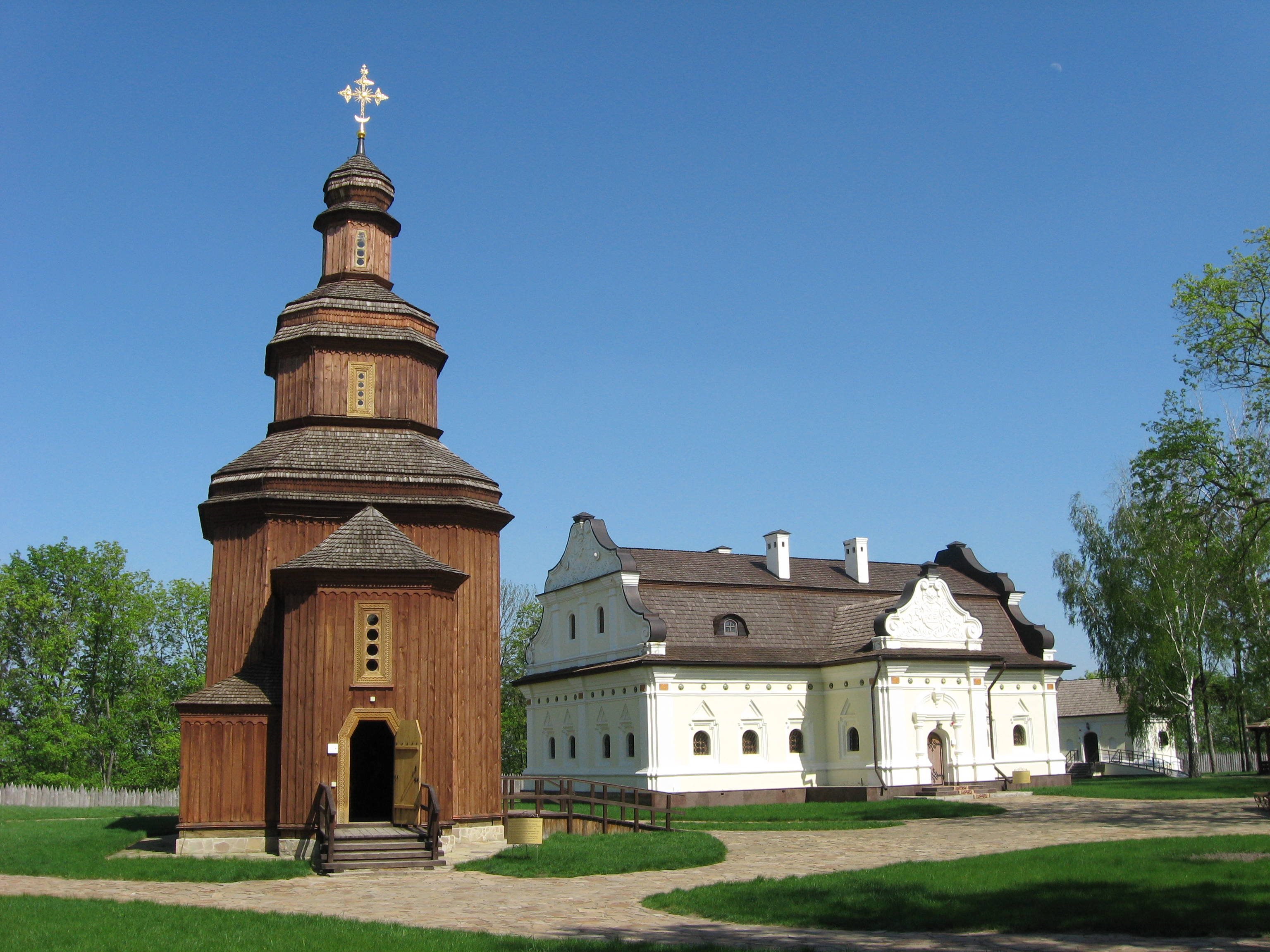
На території Цитаделі Батуринської фортеці.
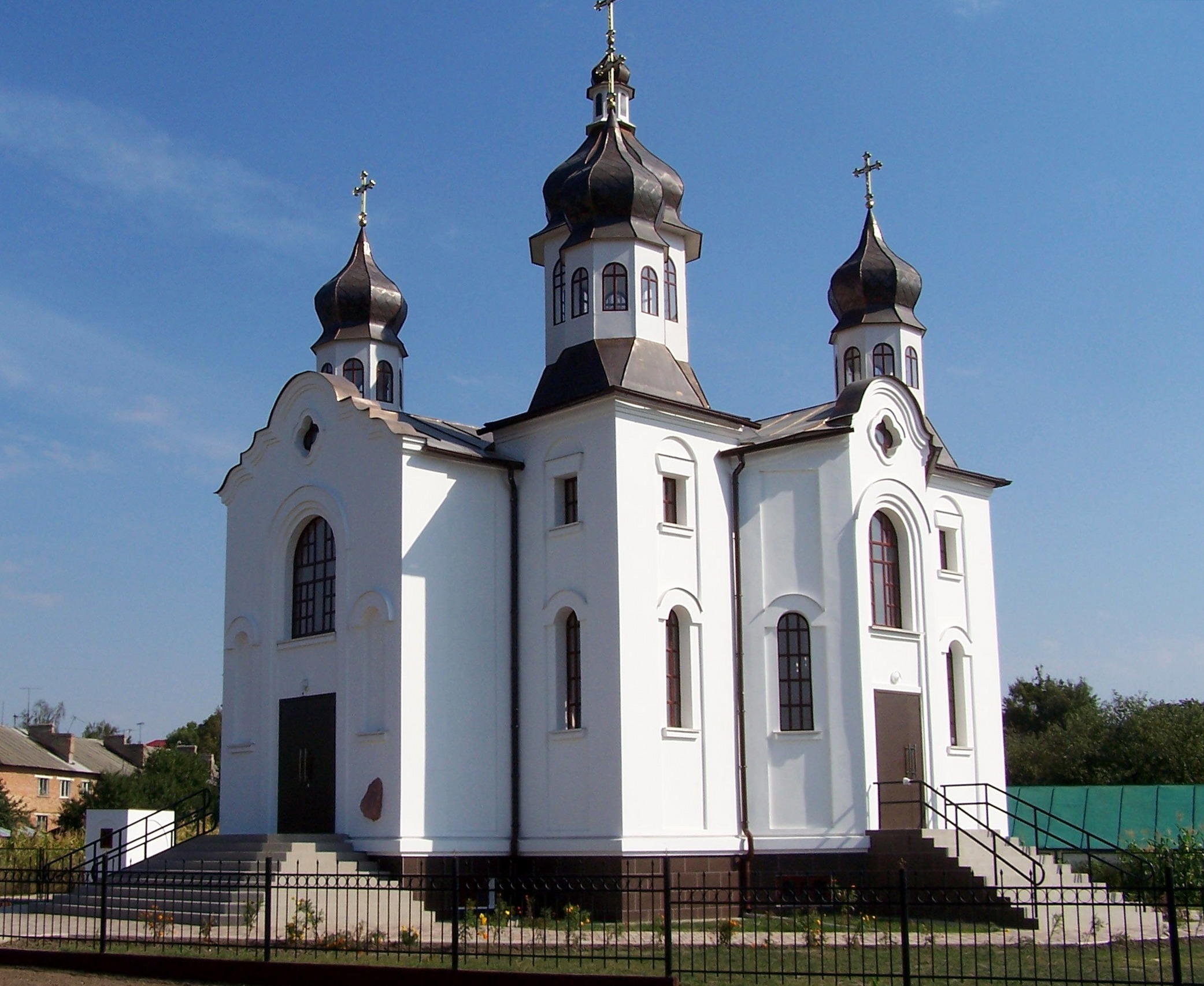
Свято–Покровська церква.
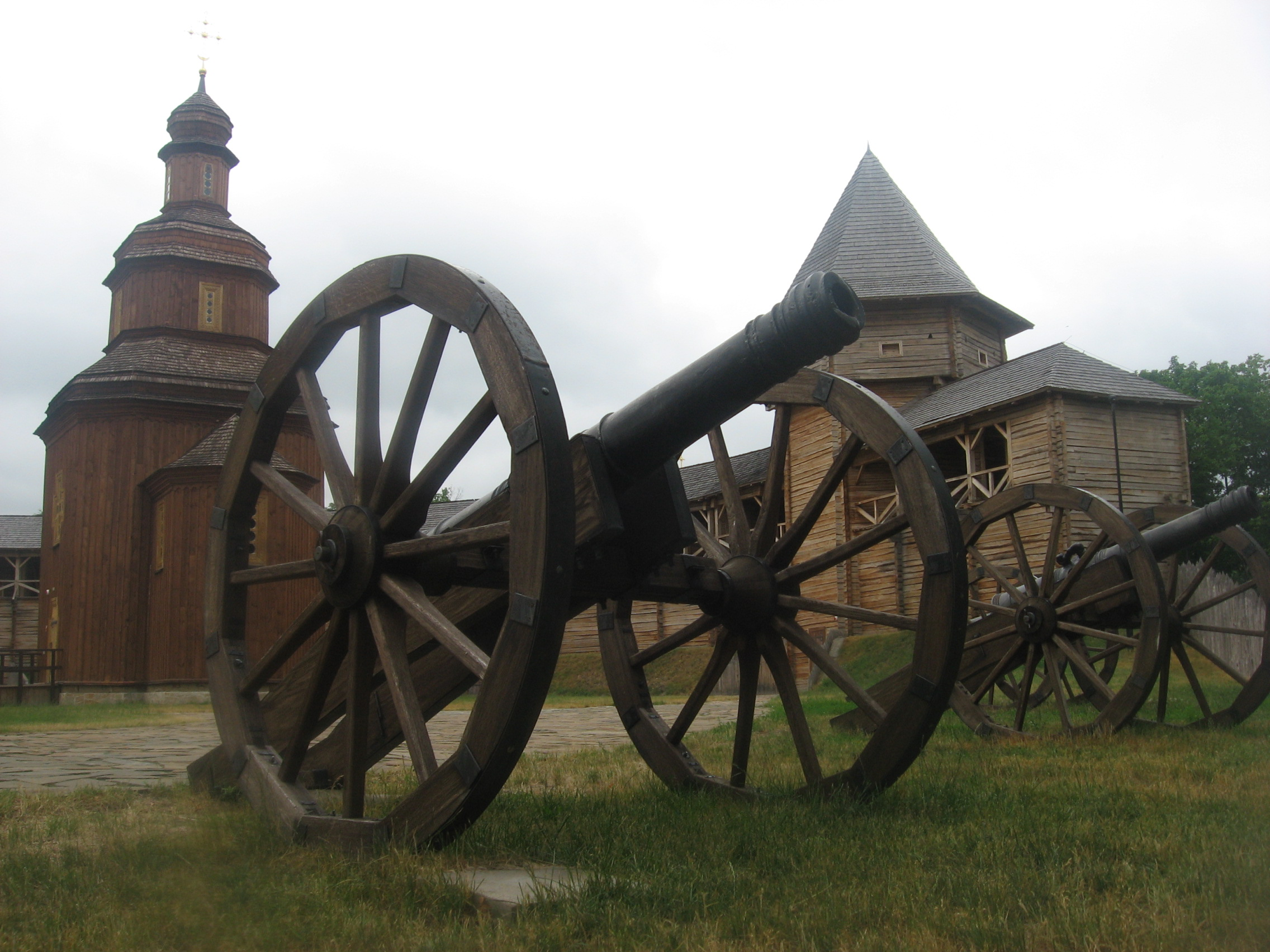
Гармати на Цитаделі Батуринської фортеці.
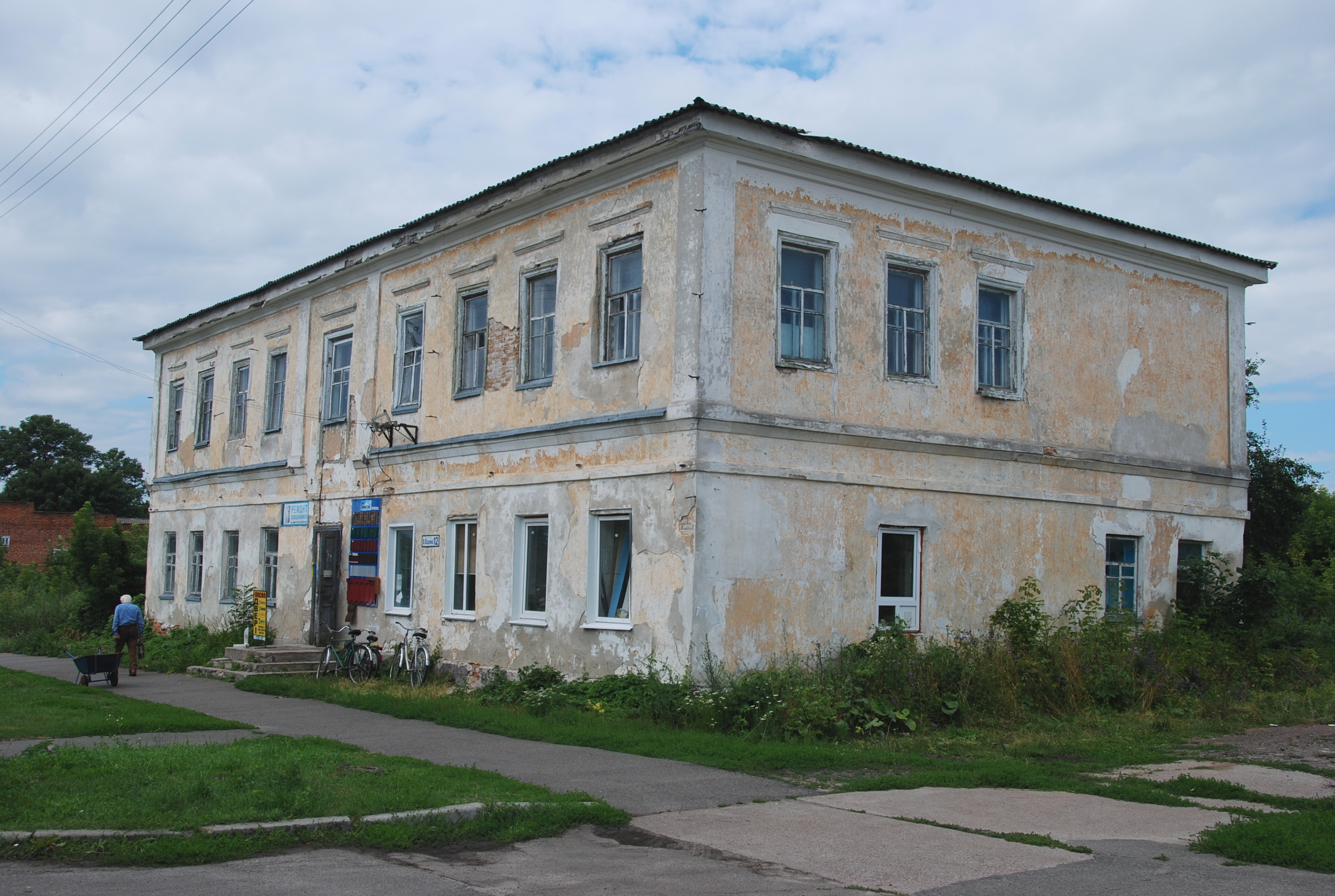
Готель Стокоза. ХІХ ст.
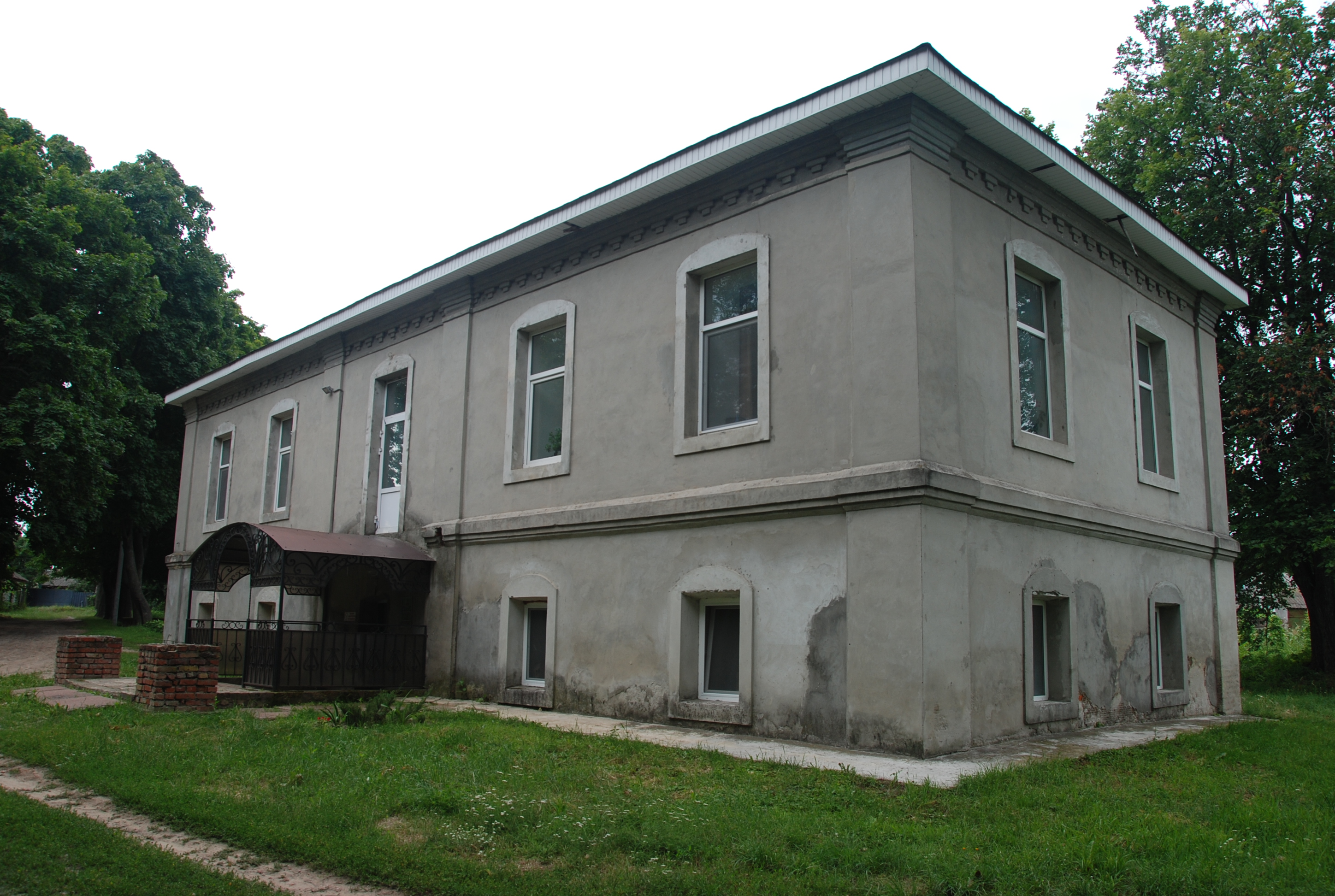
Покровська церковнопарафіяльна школа. 1900 р.
Пам'ятний знак жертвам Батуринської трагедії 1708 року
Меморіал жертвам Голодомору
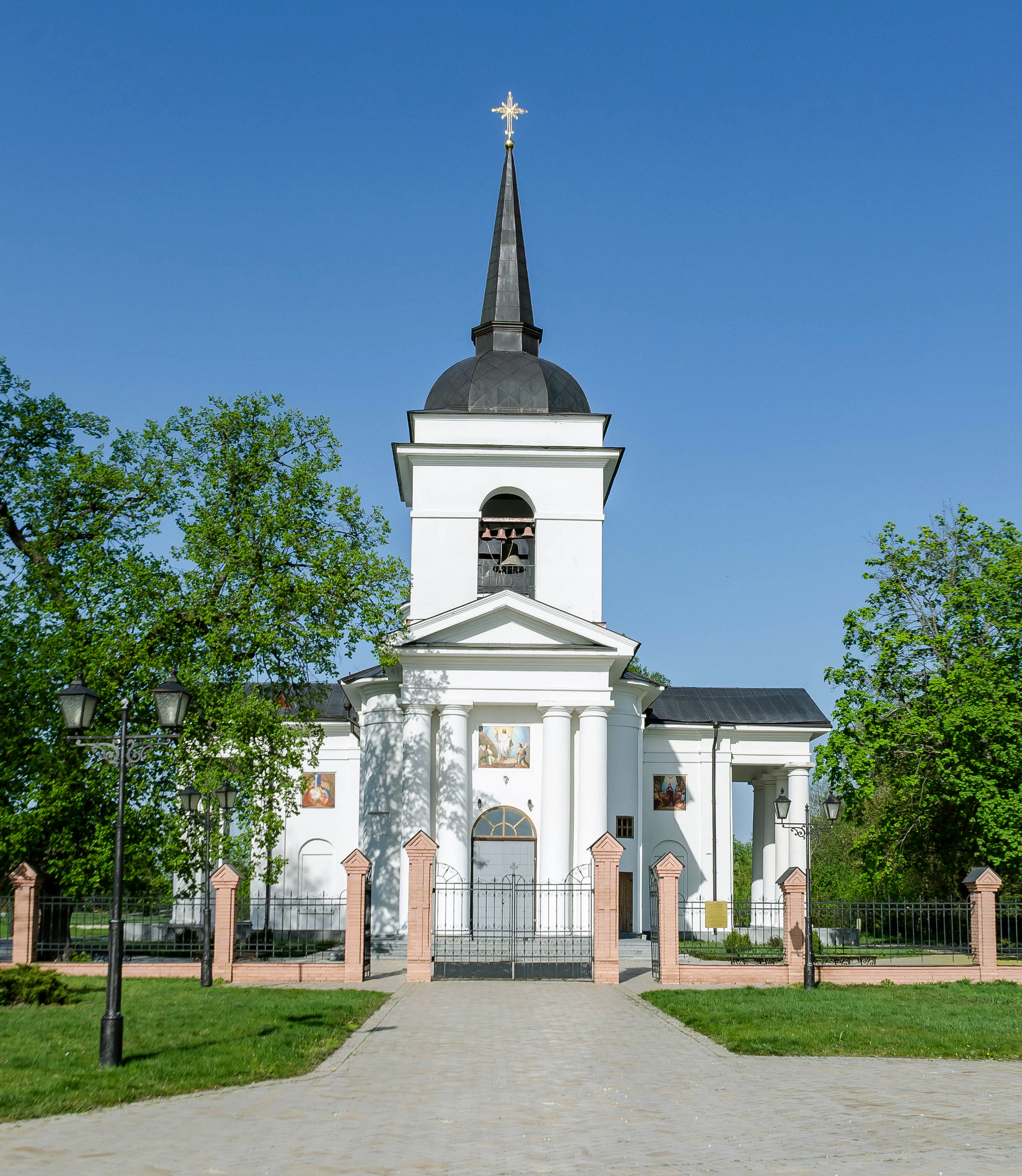
Церква Воскресіння Господнього.